# Abeille
Anthophila
« Anthophila » redirige ici. Pour le genre de lépidoptères, voir Anthophila (genre).
Pour les articles homonymes, voir Abeille (homonymie).
Clade
Les abeilles (Anthophila) forment un clade d'insectes hyménoptères de la super-famille des Apoïdes. Au moins 20 000 espèces d'abeilles sont répertoriées sur la planète dont environ 2 000 en Europe et près de 1 000 en France métropolitaine. L'espèce la plus connue est probablement Apis mellifera, qu'on élève dans des ruches pour la pollinisation des cultures et la production de miel. Cependant, la majorité des espèces d'abeilles se nourrit du nectar des fleurs et ne produit pas de miel. À cause de la compétition, il y a aujourd'hui une nette surreprésentation des abeilles d'élevage au sein de la biodiversité holoarctique.
Les abeilles peuvent être classées selon leur mode de vie : domestiques ou sauvages, solitaires ou bien sociales, etc. Elles sont nettement distinctes des guêpes par leur morphologie et leur comportement, notamment leur alimentation. Les bourdons, en revanche, sont un groupe particulier d'abeilles,. Plus de 80 % des espèces d’abeilles nichent ou hivernent sous terre.
L'humanité a colonisé la Terre en favorisant et diffusant très peu de variétés d’apidés, suscitant une compétition avec les abeilles locales, et les rendant vulnérables à certains parasites et pesticides. L'imaginaire collectif voit les abeilles comme des insectes sociaux, mais environ 90 % des espèces d'abeilles sont solitaires (et encore plus menacées que leurs homologues sociales). Comprendre et protéger cette diversité menacée est un enjeu entomologique majeur.
Les abeilles, et les autres espèces de pollinisateurs, sont actuellement gravement menacées, avec un taux d'extinction qui est « de 100 à 1 000 fois plus élevé que la normale », selon l'ONU.
Lors de la Journée mondiale des abeilles du 20 mai 2019, l'ONU a détaillé les principales causes du déclin des pollinisateurs : les pesticides, la monoculture, l'agriculture intensive, le changement climatique, le changement d'affectation des terres et la destruction des habitats.

## Dénominations

### Étymologie
Le mot abeille est attesté en français pour la première fois au XIVe siècle. D'abord mentionné sous les formes abueille, abele, aboille ou encore abeulle, ce mot est un emprunt à l'occitan abelha [aˈβeʎo],, lui-même issu du latin ăpĭcŭla « petite abeille », diminutif d'apis « abeille ». Cette forme est aussi attestée dans de nombreuses autres langues romanes : le francoprovençal avelye, le portugais abelha, le catalan abella, l' espagnol abeja, etc.
Il remplace un ancien terme d'oïl ef, puis é (pluriel es) issu directement du latin apis; Ce mot, manquant de corps, s'est vu intégré dans le composé mouche-ep, tandis que eps employé par Montaigne, se perpétue avant de sortir de l'usage. Malgré tout, encore au début du XIXe siècle, l’Atlas linguistique de la France repère l'abeille encore sous la forme é dans quelques localités du nord, alors qu'elle est supplantée par le composé mouche à miel dans les deux tiers nord du domaine d'oïl (Bretagne mouche à mièl, Normandie septentrionale mouque à mié, Ile-de-France, Picardie, Wallonie, Lorraine mouche é mi, Bourgogne), mouchette dans la frange est (Lorraine orientale mouchette, mohhâte, Franche-Comté du nord môtchotte), abeille dans le sud-ouest (Poitou, Saintonge aboeille) et avette dans le val inférieur de la Loire.
D'ailleurs, dans sa première édition de 1694, le Dictionnaire de l'Académie française définit l'abeille comme étant une « mouche à miel, sauvage ou domestique ». La définition du mot abeille dans les dictionnaires évolue peu avec le temps. Il faut attendre le XIXe siècle avec la 6e édition (1832-1835) de ce dictionnaire pour voir apparaître des précisions sur cette sorte de mouche: « Insecte ailé […] qui produit la cire et le miel » et le XXe siècle avec la 8e édition de 1932-1935 pour qu'elle soit classée parmi les hyménoptères tout en précisant également qu'elle « vit en essaim ». Cette définition est très proche de celle donnée par le Trésor de la langue française informatisé (1971-1994), ce qui réduit progressivement l'usage du mot aux seules abeilles à la fois sociales et productrices de miel.
Pourtant, parmi les insectes appelés « abeille » en français, il existe en réalité des espèces solitaires et d'autres qui ne produisent que peu, voire aucun miel. Cette différence va être intégrée à la 9e édition du Dictionnaire de l'Académie française qui, tout en réduisant la définition de l'abeille à la « famille des Apidés », explique qu'elle vit en société et produit du miel.

### Noms vernaculaires et taxons correspondants
Liste alphabétique de noms vulgaires ou de noms vernaculaires attestés en français.
Note: certaines espèces ont plusieurs noms et figurent donc plusieurs fois dans cette liste. Les classifications évoluant encore, certains noms scientifiques ont peut-être un autre synonyme valide. En gras, les espèces les plus connues des francophones.
- Abeille - en Europe Apis mellifera[22] et plus largement Apidae spp.[11] ou Apis spp.[réf. nécessaire].
- Abeille africaine - voir Abeille jaune d'Afrique[23]
- Abeille africanisée[24] - voir Abeille tueuse[25]
- Apis mellifera - voir Abeille européenne[23]
- Abeille asiatique - voir Abeille indienne[22]
- Abeille brune - voir Abeille européenne[23]
- Abeille-caillou - Apis mellifera ligustica, Apis graeca et Apis italica (Nouvelle-Calédonie)[26]
- Abeille carniolienne - Apis mellifera carnica[22]
- Abeille caucasienne (en) - Apis mellifica caucasia (en)[22],[27]
- Abeille charpentière
- Abeille commune - voir Abeille européenne[22]
- Abeille cotonnière - Anthidium manicatum[28]
- Abeille coucou  ou Abeille-coucou[22]
- Abeille coupeuse de feuille - Voir Abeille découpeuse[29],[23]
- Abeille découpeuse - Megachile spp.[29],[30].
- Abeille découpeuse de la luzerne - Megachile rotundata[29]
- Abeille domestique - voir Abeille européenne[31],[32]
- Abeille euglossine - Euglossini spp.[réf. nécessaire]
- Abeille européenne - Apis mellifera [31]
- Abeille à face jaune - voir Abeille plâtrière[33]
- Abeille fouisseuse - Anthophora spp.[22]
- Abeille géante - Apis dorsata[22],[1],[32]
- Abeille indienne ou Abeille des Indes - Apis cerana[32],[22]
- Abeille italienne - Apis mellifera ligustica[34]
- Abeille jaune ou Abeille jaune d'or - voir Abeille italienne[34],[23]
- Abeille jaune d'Afrique - Apis mellifica adansonii (syn. Apis mellifera adansonii)[22]
- Abeille loup - Philanthus spp.[réf. nécessaire]
- Abeille maçonne - Osmia spp.[réf. nécessaire]
- Abeille masquée - voir Abeille plâtrière[33]
- Abeille mellifique ou abeille mellifère - voir Abeille européenne[22],[1],[32],[23]
- Abeille à miel
- Abeille naine - Apis florea[22],[1],[32]
- Abeille noire - Apis mellifera mellifera[22]
- Abeille noire d'Afrique - Apis mellifica unicolor[22]
- Abeille à orchidée - voir Abeille euglossine[réf. nécessaire]
- Abeille perce-bois - Xylocopa violacea[22]
- Abeille plâtrière - Colletidae spp.[33]
- Abeille des ruches - voir Abeille européenne[32]
- Abeille russe[réf. nécessaire]
- Abeille des sables - Andrenidae spp.[35]
- Abeille sans dard - Meliponini spp.[réf. nécessaire]
- Abeille de la sueur - Halictidae spp.[33]
- Abeille des terres alcalines - Nomia melanderi[36]
- Abeille tapissière - Megachilidae spp.[37]
- Abeille tisserande[réf. nécessaire]
- Abeille tueuse  - hybride : Apis mellifera scutellata x Apis mellifera ssp[38],[25]
- Abeille vraie  - Apinae spp. ou uniquement genre Apis spp.[22]
- Abeille xylocope - voir Abeille perce-bois[22]
- etc.

## Physiologie, comportement et écologie

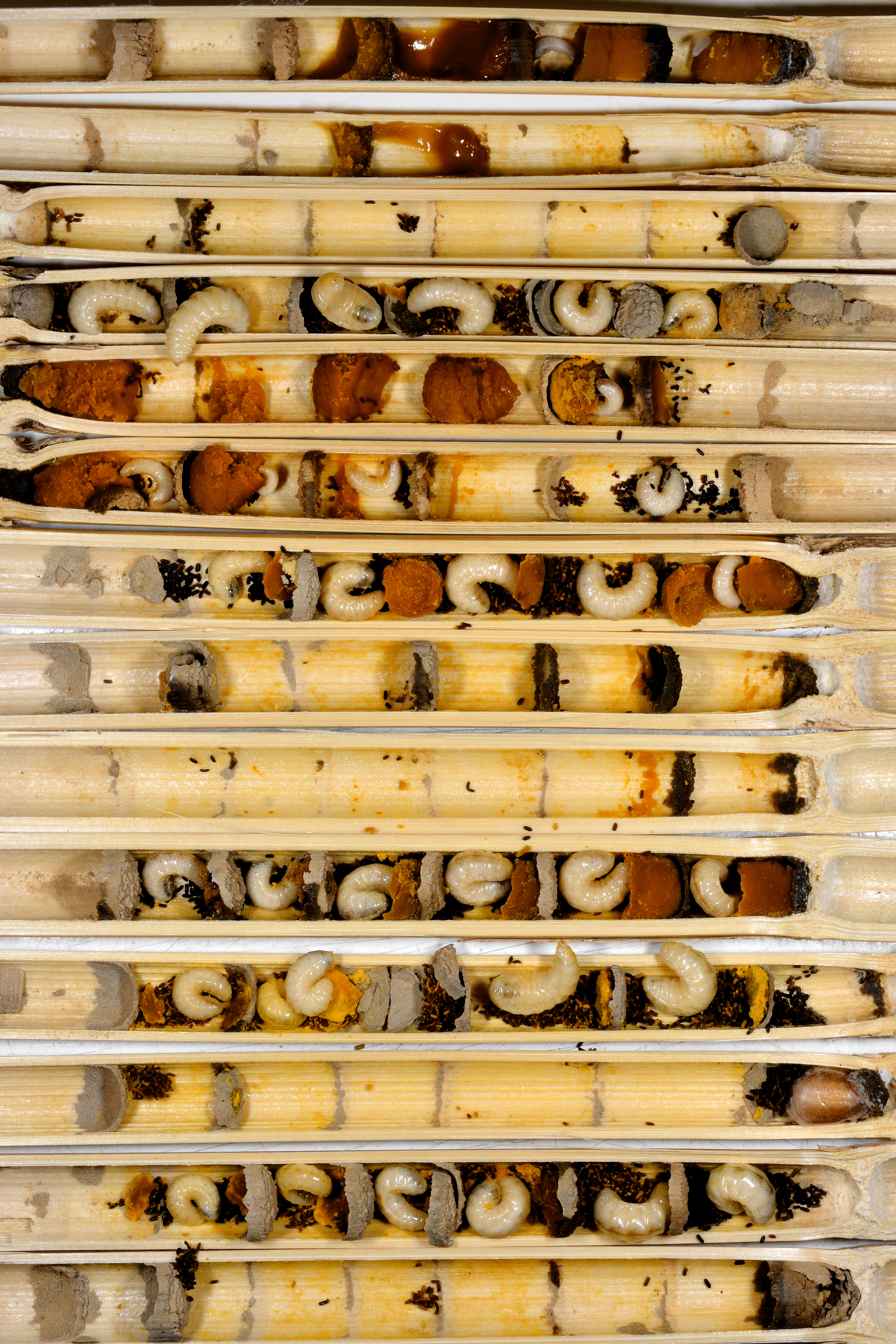
Larves d'abeilles (Osmia cornuta, peut-être quelques Osmia bicornis) dans un hôtel à abeilles à différentes étapes de développement. Mai 2018.

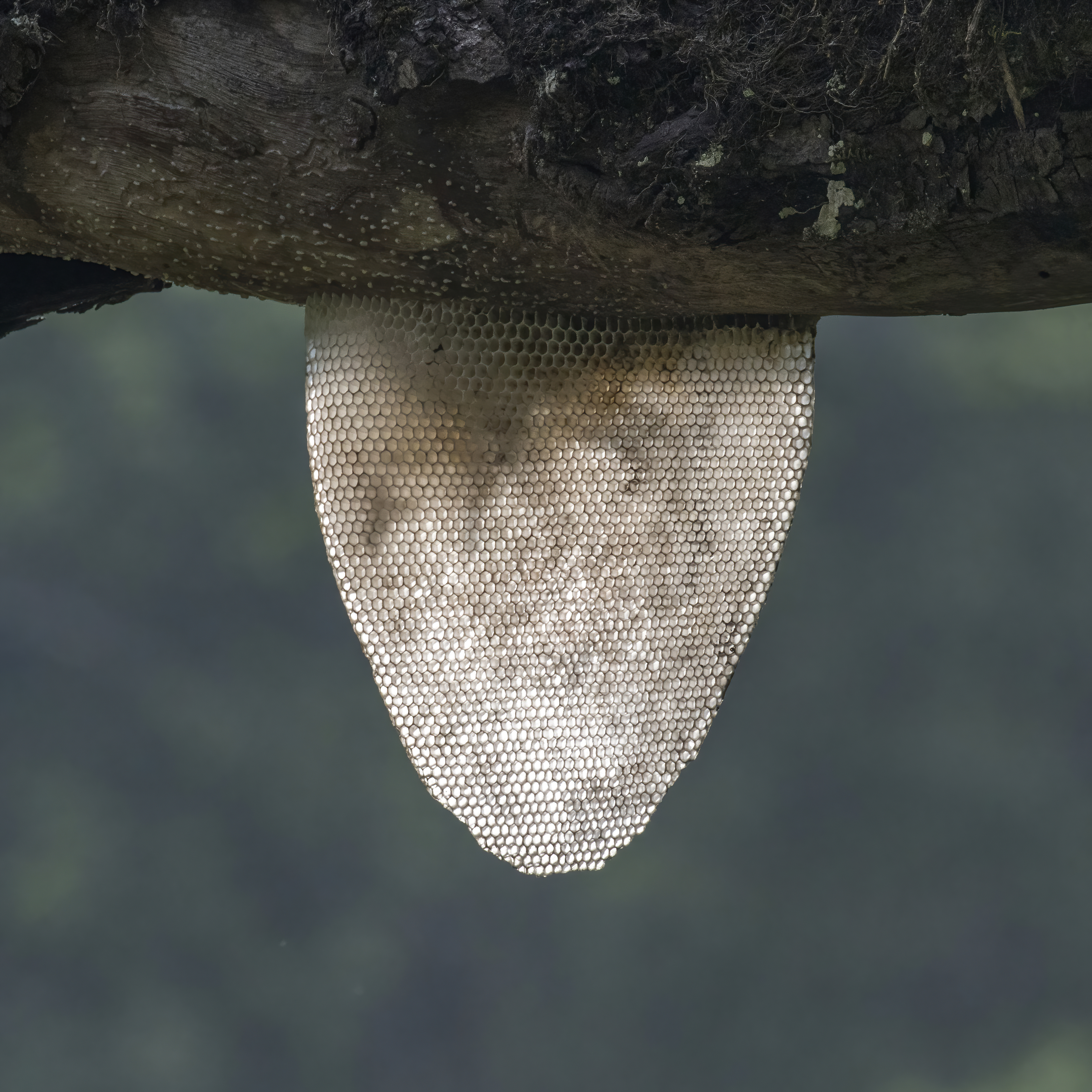
Nid d'abeille abandonné dans le parc national d'Eravikulam en Inde. Novembre 2017.

Les caractéristiques générales des abeilles sont celles des guêpes apoïdes, ce sont donc des insectes hyménoptères dont les adultes sont généralement velus et se nourrissent de nectar, avec des nuances pour chaque espèce : voir les articles détaillés pour plus d'informations sur leur description ou leur mode de vie. Par exemple, pour les abeilles à miel d'Europe, voir tout le genre Apis et principalement Apis mellifera.

## Histoire évolutive

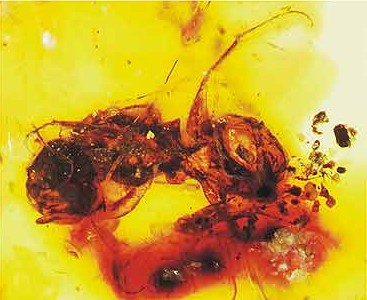
Découverte en 2006, cette abeille (Melittosphex burmensis), fossilisée dans l'ambre, est datée de 100 Ma.

L'histoire évolutive des insectes met en évidence que les premiers insectes apparaissent vers 400 Ma au Dévonien, les insectes volants vers 350 Ma au Carbonifère.
On ignore encore quel est l'ancêtre commun à tous les Apoïdes. Les premières abeilles stricto sensu sont probablement apparues en même temps que les premières fleurs, c'est-à-dire il y a plus de 100 millions d'années, la flore terrestre étant auparavant dominée par les Gymnospermes. Les études génétiques suggèrent que les abeilles proviennent, comme les fourmis, de la spécialisation de guêpes prédatrices de la famille des Crabronidés, le changement du comportement alimentaire pouvant s'expliquer par la consommation par ces guêpes de proies qui visitaient les fleurs et se couvraient de pollen. Les premières abeilles ont probablement été solitaires et spécialistes (pollinisation d'un nombre défini de fleurs), certaines évoluant vers des formes sociales plus ou moins élaborées et devenant des pollinisateurs généralistes mais ces transitions instables font que certaines sont retournées vers un mode de vie solitaire.
On a retrouvé les plus anciens fossiles d'abeilles en inclusion dans de l'ambre. Ces abeilles appartiennent à des espèces et des genres à présent éteints. Le plus vieux fossile à ce jour est Melittosphex burmensis: datée de 100 Ma, cette espèce minuscule découverte en 2006 en Birmanie avait des grains de pollen sur les pattes. Sa découverte confirme l'origine commune des guêpes et des abeilles et l'ancienneté de la coévolution entre les « abeilles » et les Angiospermes (spécialisation dans la consommation de nectar et de pollen et rôle dans la pollinisation). Cette découverte suggère que les premières abeilles végétariennes ont émergé à partir d'ancêtres guêpes insectivores.
Le genre Electrapis vivait au Crétacé supérieur, il y a environ 70 Ma, dans l'actuelle région de la mer Baltique et avait une forme très proche de l'abeille à miel contemporaine.

## Classification
Toutes les abeilles sont des insectes hyménoptères, végétariens et butineurs. Butiner signifie voler de fleur en fleur à la recherche de nourriture. L'abeille récolte ainsi dans la nature nectar, propolis, miellat et pollen. En butinant, l'abeille assure également la pollinisation, c'est-à-dire le transport du pollen permettant la reproduction des plantes.
Leur taille distingue les abeilles des guêpes, qui ont quant à elles la taille fine, en général moins de soies et leurs larves sont carnivores. Les bourdons, qui semblent au premier abord plus ronds et généralement plus gros que d'autres espèces, sont tout de même un groupe spécifique d'abeilles (genre Bombus), bien que le nom vernaculaire d'abeille ne s'y réfère généralement pas. Le nom d'abeille est ainsi généralement accordé aux espèces dont l'aspect se rapproche de celui des mouches. Leurs quatre ailes reliées deux à deux différencient pourtant facilement les abeilles des mouches, notamment des syrphes, ces diptères également pollinisateurs qui arborent par mimétisme le costume rayé de la guêpe et parfois celui, plus poilu, des abeilles.
Selon les habitudes de vie des différentes espèces d'abeilles, on distingue plusieurs catégories d'abeilles: l'expression « abeille domestique » est l'un des noms usuels de l'abeille européenne (Apis mellifera), mais elle peut aussi être employée pour toute autre abeille domestiquée par l'humain. Par opposition, on nomme « abeille sauvage » une abeille non domestiquée. L'expression « abeille sociale » désigne une espèce d'abeille vivant en colonie, sinon il s'agit d'une « abeille solitaire » constituant plutôt des agrégations (ou bourgades) de terriers individuels. D'autres espèces sont des « abeilles parasites » ou « abeilles coucous » qui pratiquent le cleptoparasitisme.
Certaines abeilles transforment une partie de leur récolte en produits dérivés: miel, cire ou gelée royale. Ces produits sont stockés dans des nids plus ou moins élaborés: de simples galeries pour les espèces solitaires, des assemblages complexes de rayons de cire pour les espèces sociales. Les espèces qui en produisent en quantité significative sont appelées des « abeilles à miel ».
La taille et le poids des abeilles varient selon les espèces, leur taille va de 9 à 15 mm de long et elles peuvent peser de 60 à 80 mg[réf. nécessaire].

Quelques espèces d'abeilles
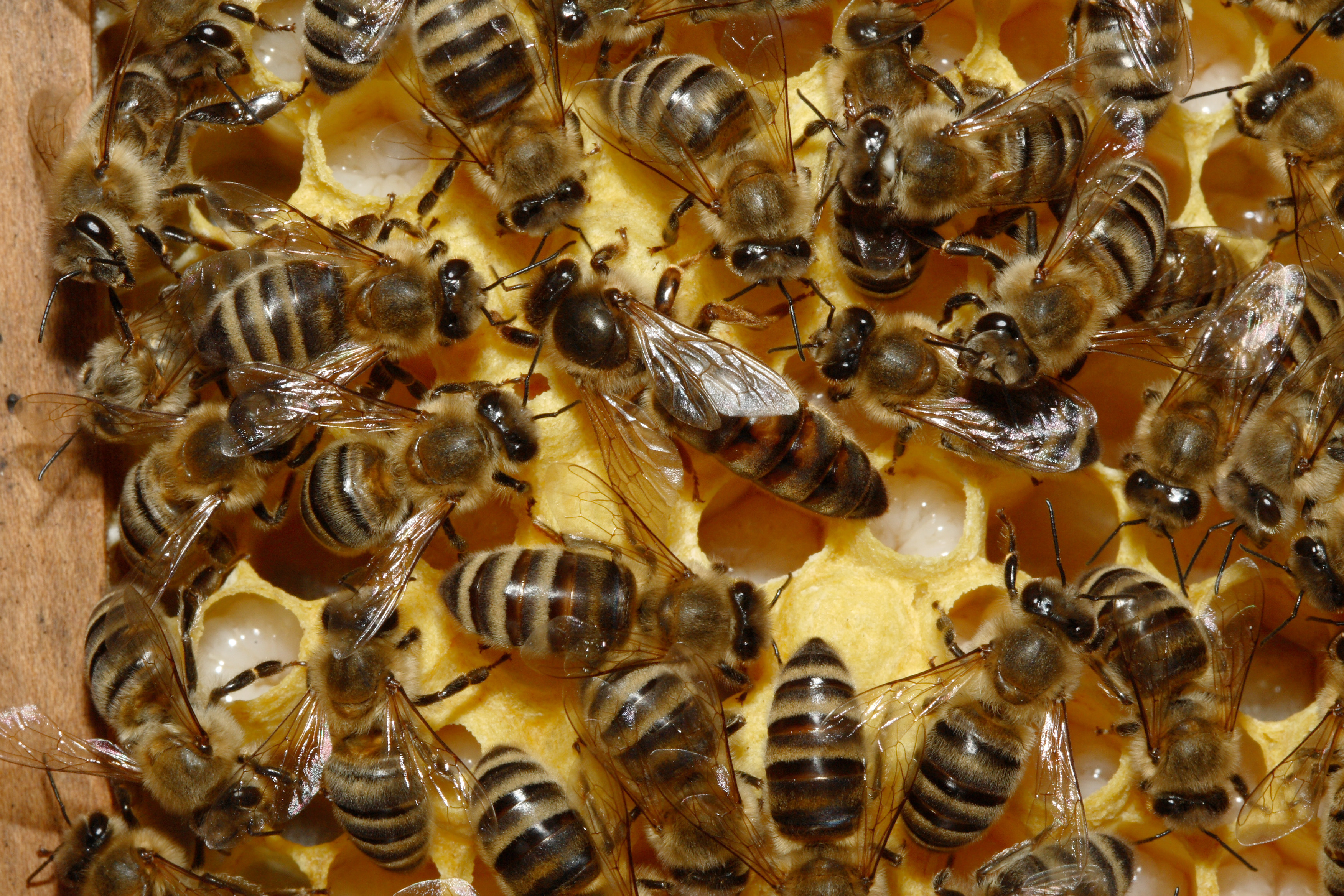
Abeille européenne (Apis mellifera).
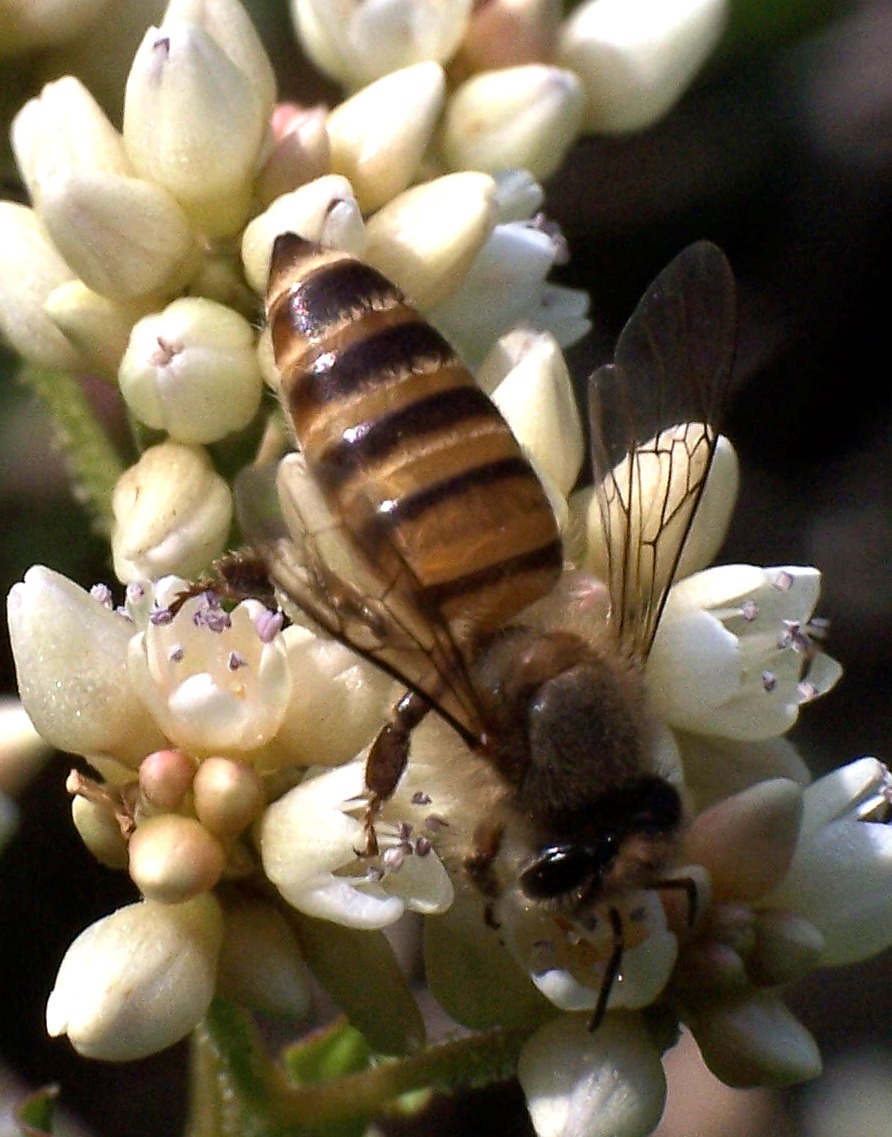
Abeille indienne (Apis cerana).
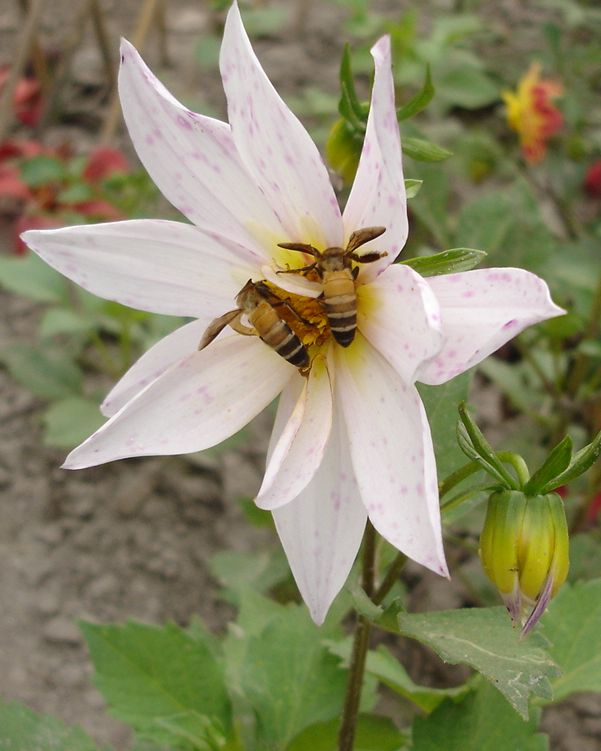
Abeille géante (Apis dorsata).
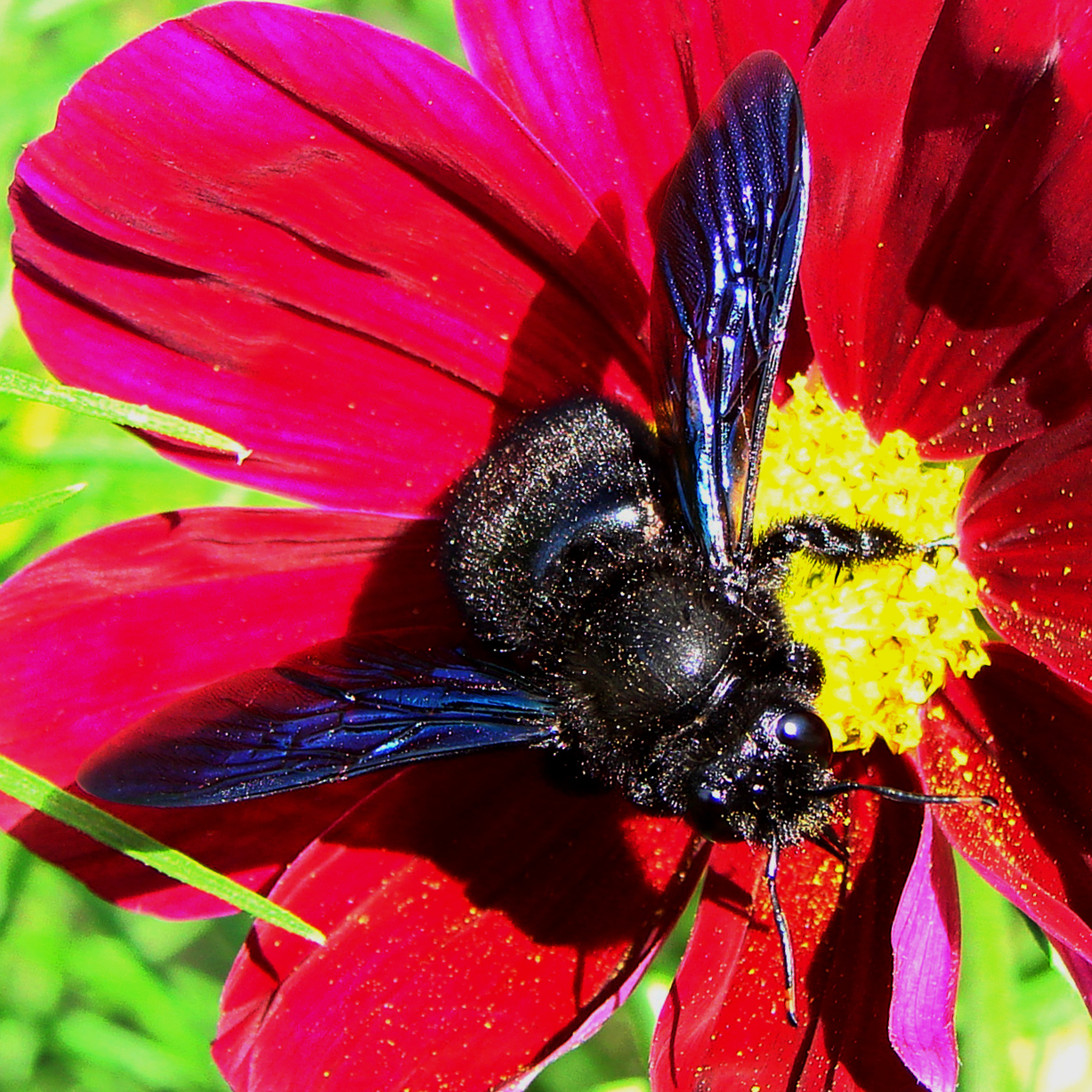
Abeille charpentière (ici Xylocopa violacea).
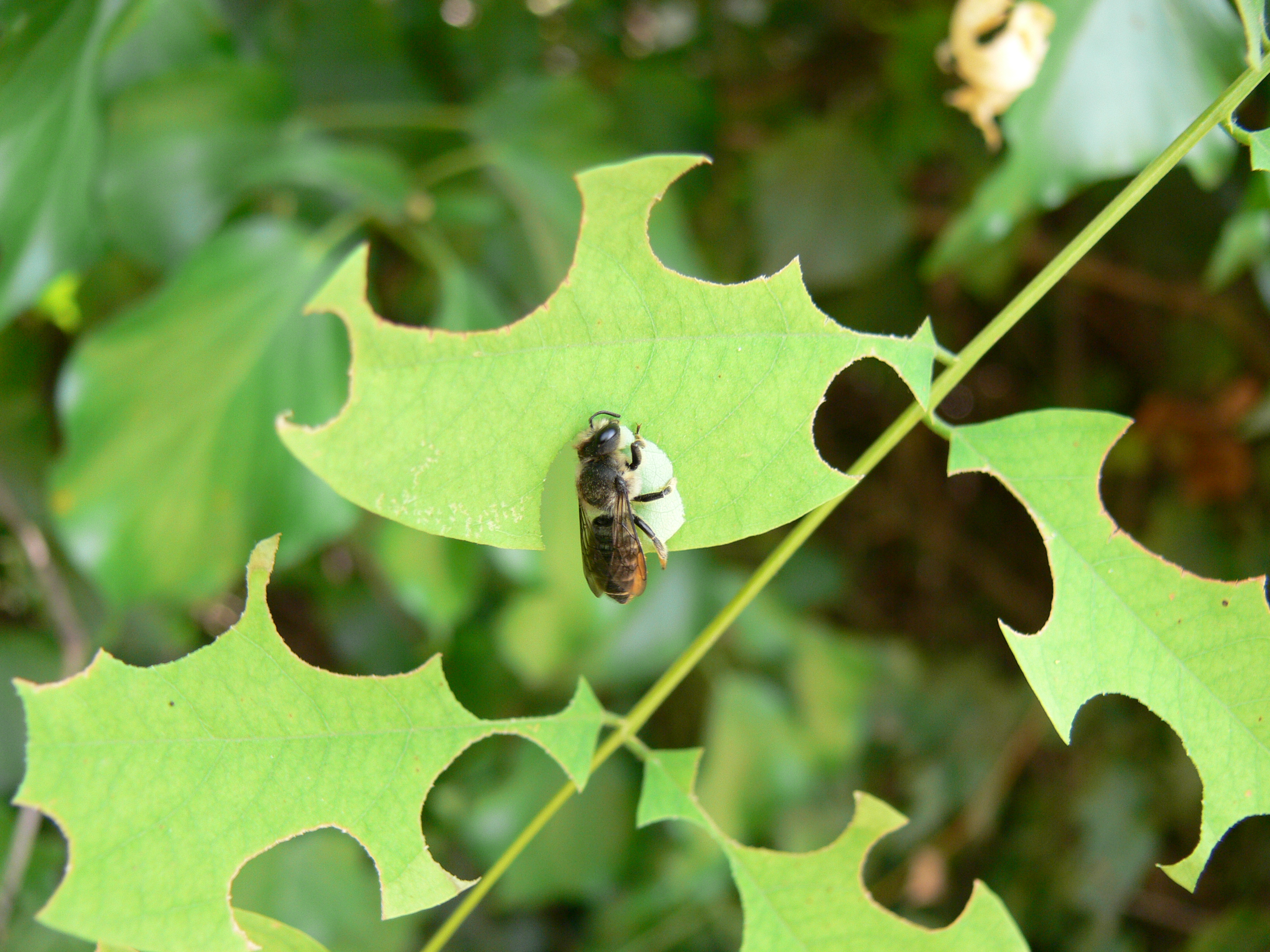
Abeille découpeuse de la luzerne (Megachile rotundata).
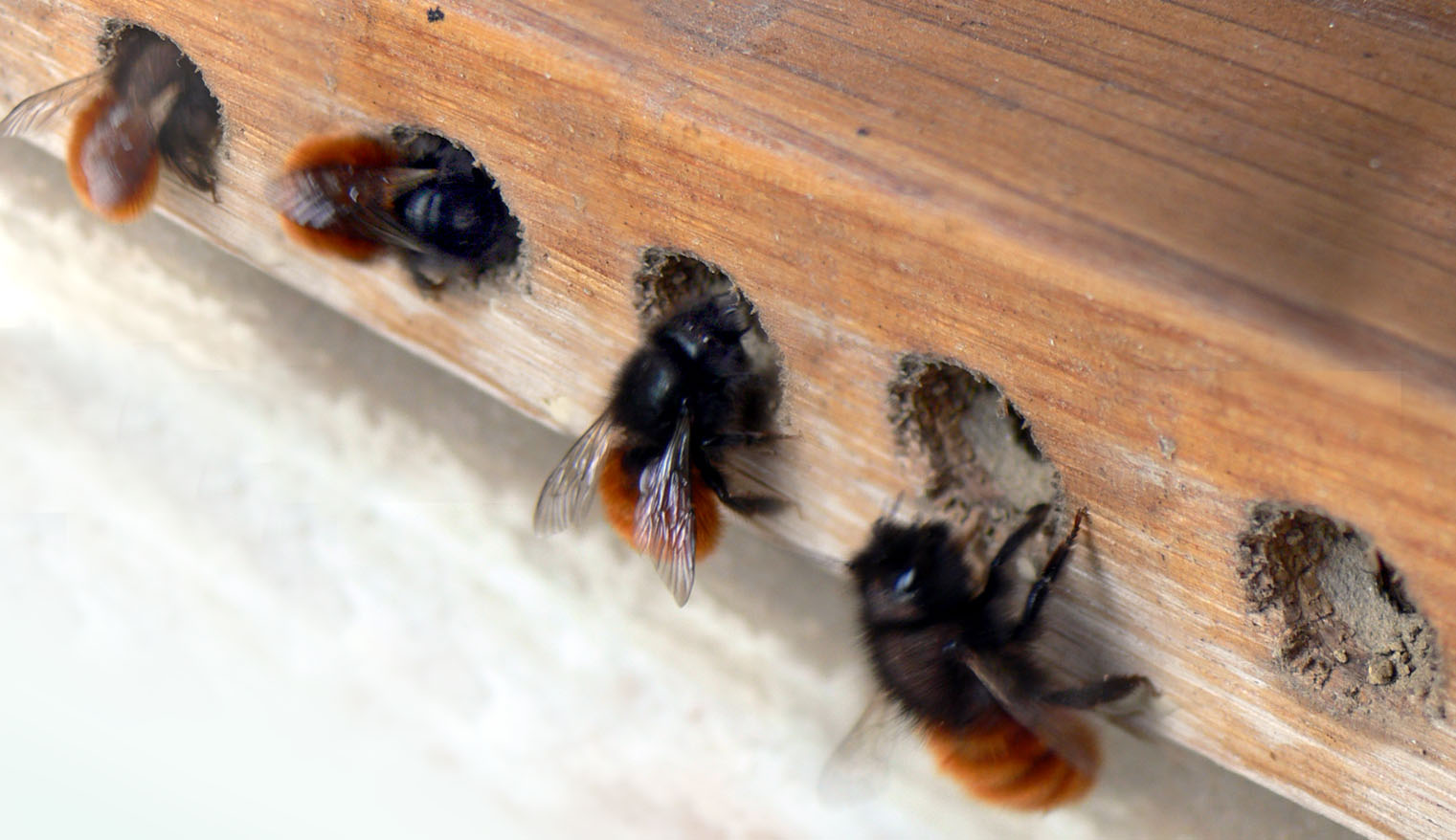
Abeille maçonne (ici Osmia cornuta).

### Grands types d'abeilles

#### Abeilles solitaires
La majorité des plus de 20 000 espèces d'abeilles sont solitaires : elles ne fondent pas de colonie pérenne (pluriannuelle), les abeilles femelles construisant individuellement un petit nid au sol, sous une pierre, dans des structures creuses (trou dans un arbre, coquille d'escargot, etc.). Certaines espèces, comme l'halicte (Halictus) ont cependant une vie communautaire, sans être eusociales. Si les femelles ont parfois une même entrée de nid, elles construisent et s'occupent seules de leurs propres cellules et n'ont aucun contact avec leur descendance.
Les abeilles solitaires ne produisent pas de miel. Certaines espèces sont des « rubicoles » (au sens strict « qui habitent les ronces ») et nidifient dans des tiges de plantes à moelle. D'autres espèces sont des « xylicoles » qui utilisent des galeries creusées dans le bois, soit par elles-mêmes, soit par des insectes xylophages. D'autres espèces enfin creusent leur nid dans des parois de terre sèche ou dans le sol. Chaque cellule, contenant une larve et du pain d'abeille, est scellée par un bouchon.

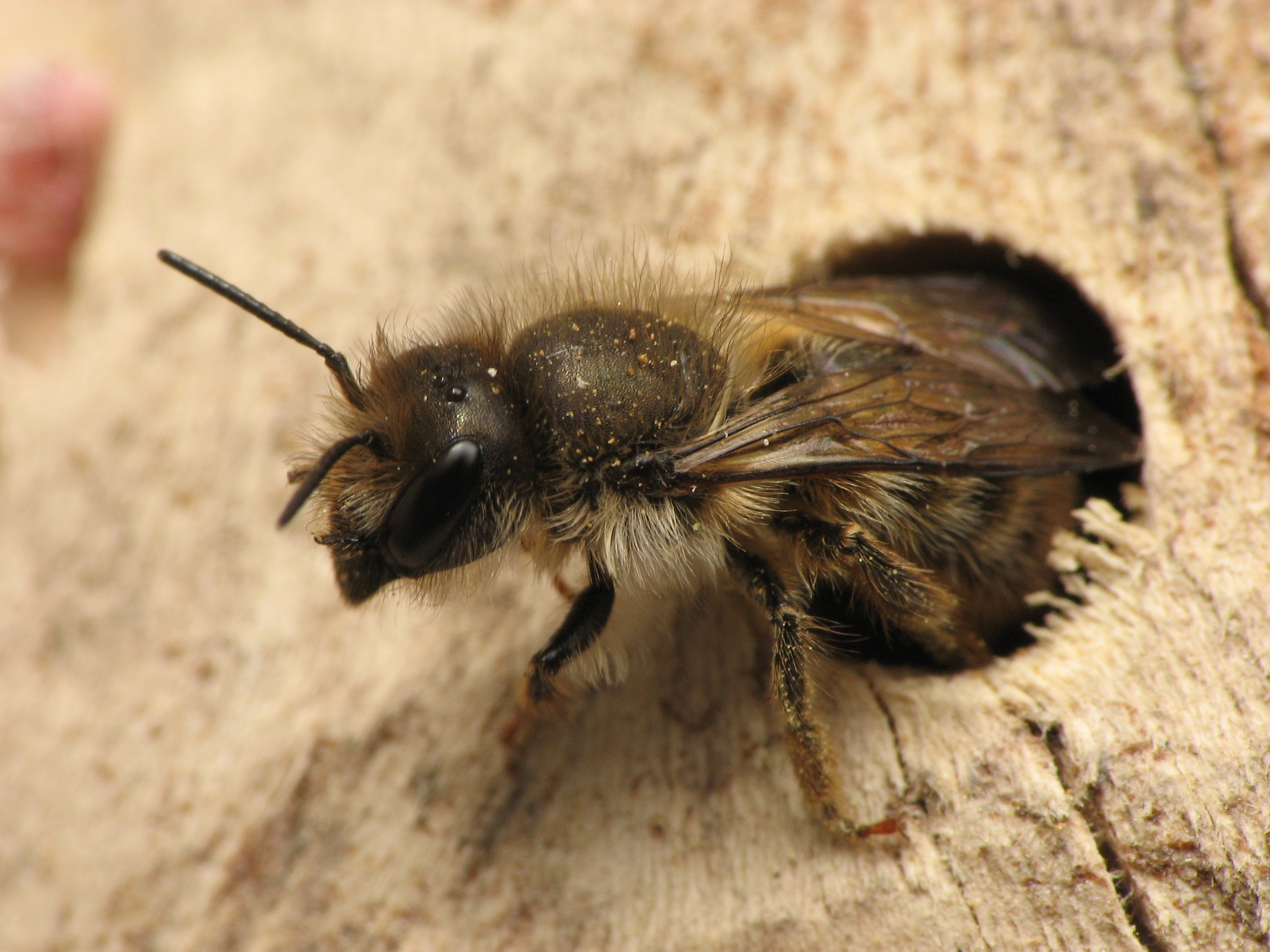
Une abeille maçonne (ici Osmia cornifrons (en)) explorant une cavité.
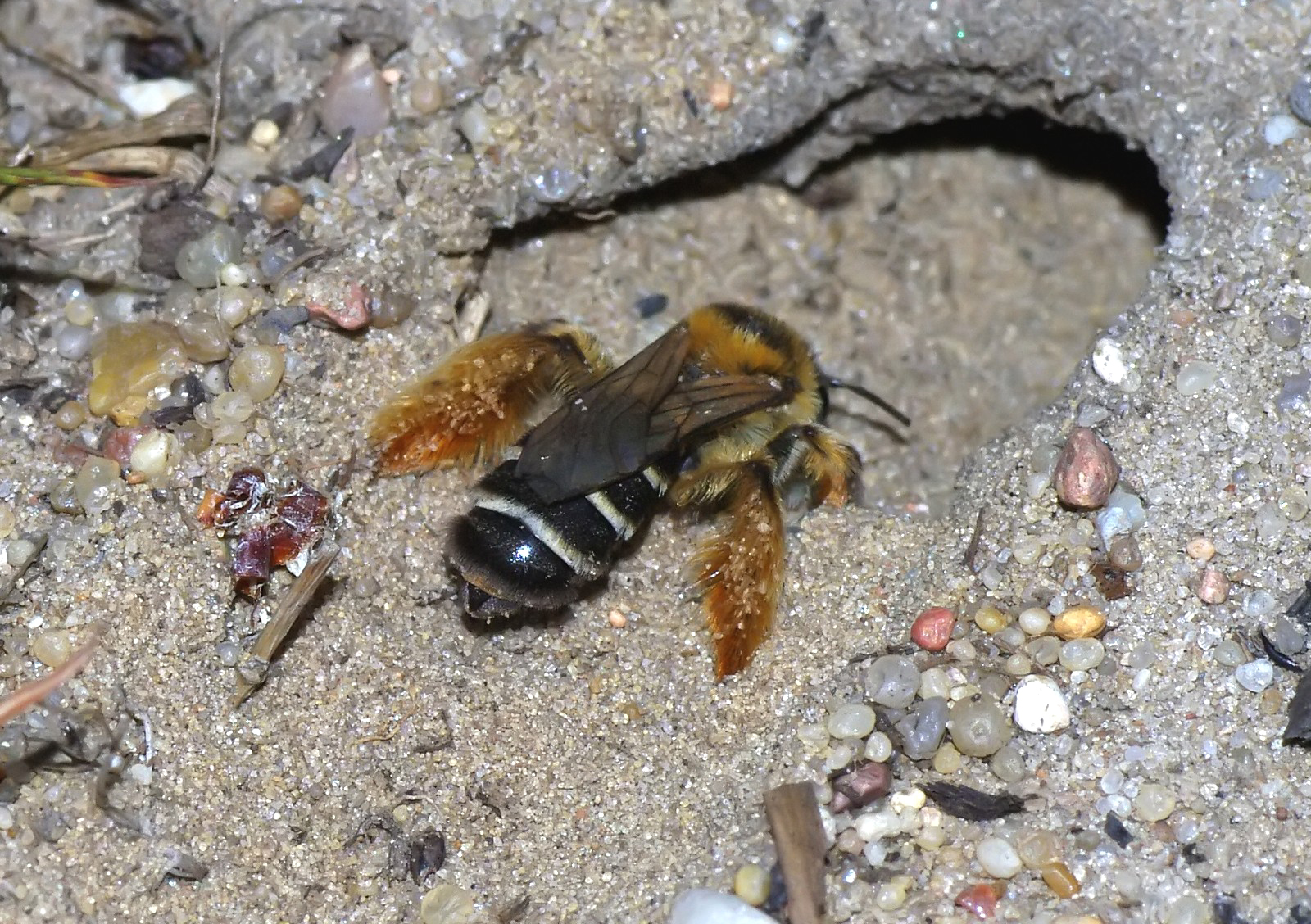
Abeille solitaire (ici Dasypoda altercator).
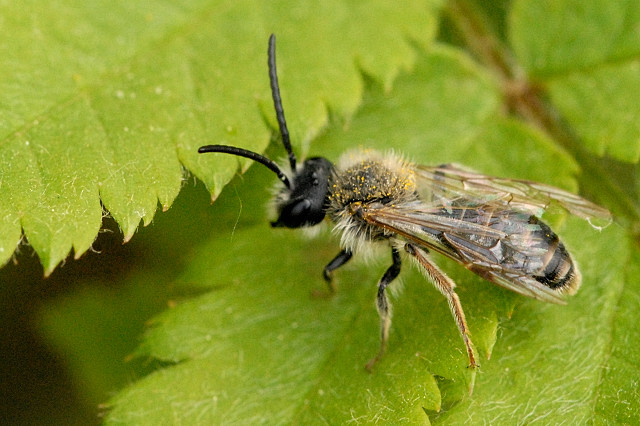
Andrena vaga sur une feuille.

##### Abeilles parasites
Ce sont des insectes solitaires qui pratiquent le cleptoparasitisme en parasitant les couvains d'autres espèces.

#### Abeilles sociales

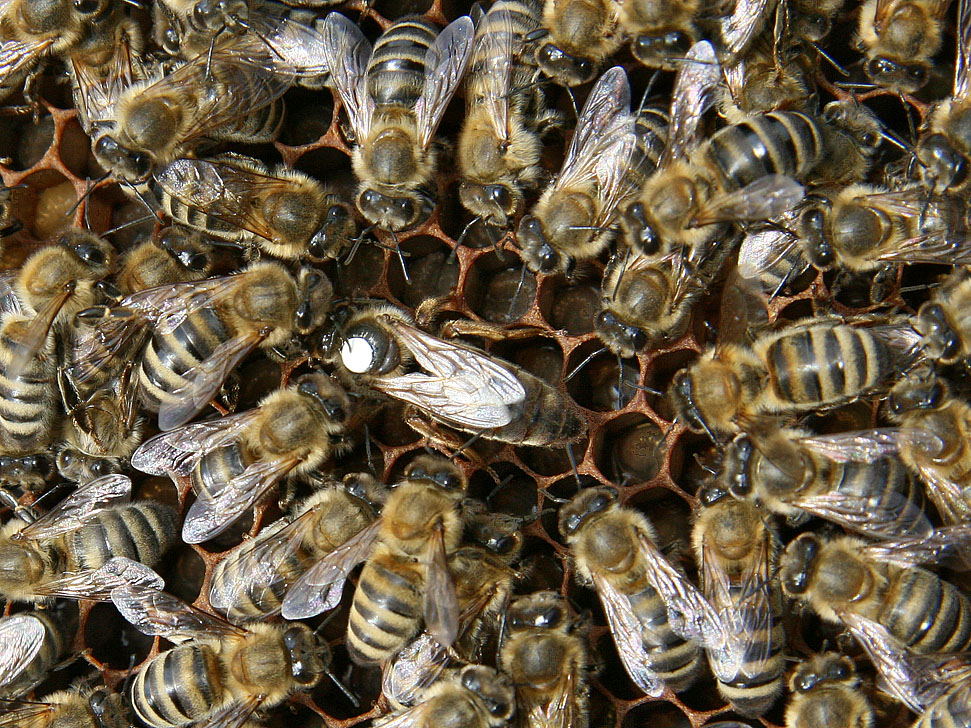
Abeilles sociales (ici Apis mellifera).

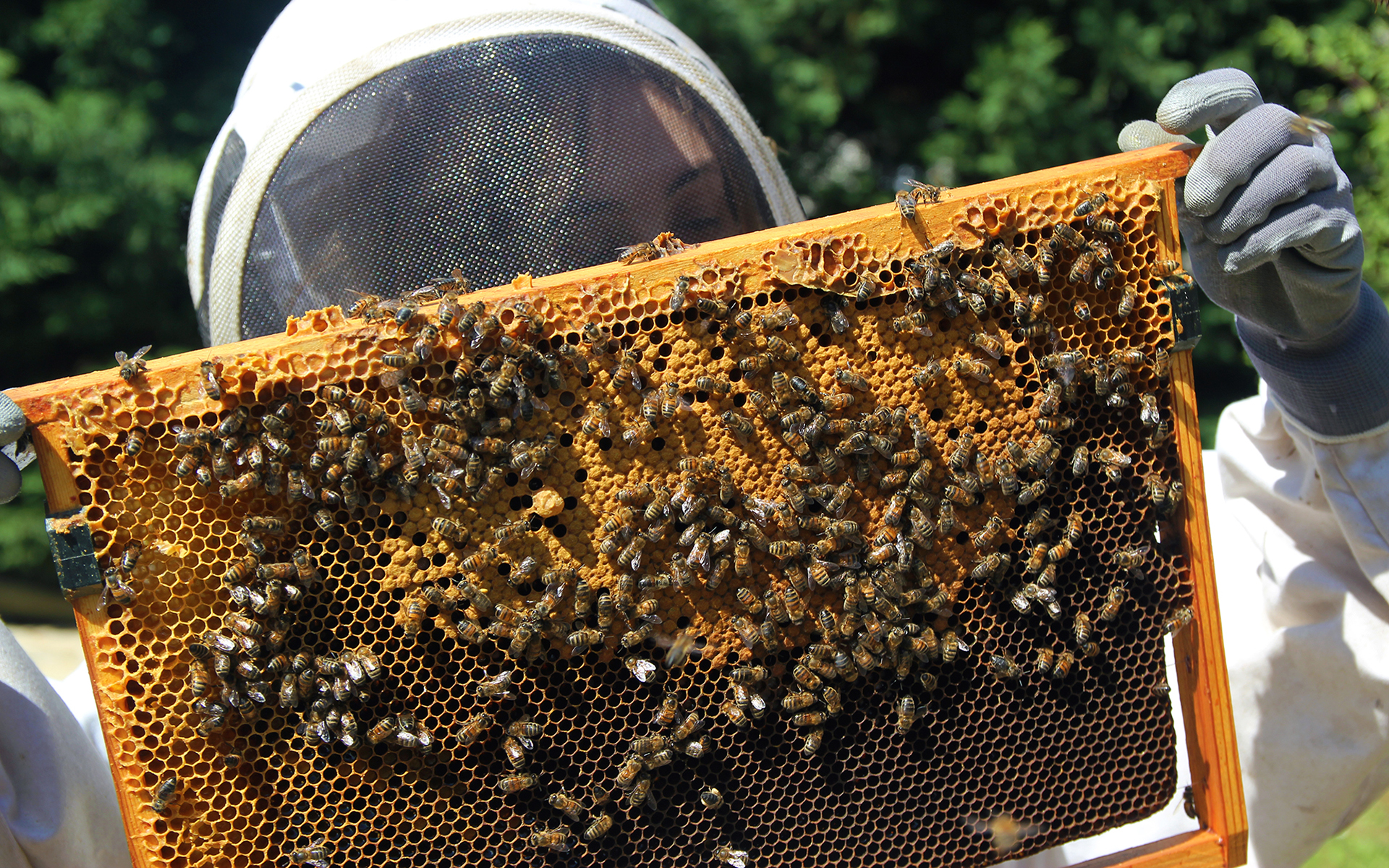
Cadre de couvain, pour la plupart operculé, manipulé par l'apiculteur

Les abeilles sociales forment des colonies, groupes d'abeilles vivant en société. La colonie est composée de trois castes :
- la reine, l'unique femelle fertile du groupe, mère de toute la colonie. À sa naissance, elle élimine les quelques cellules contenant d'autres reines. Elle effectue un vol nuptial au cours duquel sa spermathèque est remplie pour toute sa vie par environ une quinzaine de mâles. Elle émet les phéromones de reine assurant la cohésion du groupe et passe sa vie à pondre. La reine ne sort plus de la ruche jusqu'à ce que se produise un essaimage. Elle ne dirige pas la colonie, elle joue un rôle dans l'organisation par sa ponte et par les phéromones qu'elle sécrète constamment : son rôle est passif  et non actif[49]. Son espérance de vie est d'environ trois à quatre ans. Elle se distingue par son large thorax et son abdomen développé et distendu ;
- une majorité d'ouvrières, femelles non fertiles qui assurent l'entretien et le ravitaillement du nid, ainsi que les soins au couvain (sorte de maternité où se développent les futures abeilles). Elles assurent successivement toutes ces tâches au cours de leur vie, qui peut durer quelques semaines en été et jusqu'à six mois pour la génération d'hiver[49]. Au départ, les œufs pondus fécondés sont tous les mêmes; ce sont les soins et[50] la nourriture donnés par les nourrices à la larve avant operculation de la cellule de gestation qui détermine si ce sera une reine ou une ouvrière qui naîtra : la future reine est toujours nourrie avec de la gelée royale alors que ce n'est le cas que 3 jours pour les futures ouvrières et ensuite elles sont nourries avec du « pain d'abeille » (mélange de pollen et de salive). La nourriture influence le développement des femelles via notamment des modifications de la méthylation de l'ADN (modifications épigénétiques)[51].
- des mâles (ou faux bourdons), leur rôle principal est la fécondation des futures reines. Ils meurent après l'accouplement. Ils peuvent contribuer à d'autres tâches : ventilation de la ruche, maintien d'une température suffisante pour le développement du couvain et stimulation des ouvrières[49]. Le mâle vient au monde par un mode de reproduction appelé parthénogenèse gamophasique. Il naît donc d'un œuf pondu, non fécondé par la spermathèque de la reine pondeuse. Cette découverte est due à l'abbé Jan Dzierżon qui démontra, en 1845, que la reine donne naissance à des mâles par parthénogenèse. Il existe une autre source de mâles. L'absence (mort de la reine) de phéromones royales déclenche chez les abeilles nourrices un réflexe d'élevage de nouvelles reines. Si cet élevage de nouvelles reines échoue, l'absence de la phéromone royale qui inhibait le développement des ovaires des ouvrières n'existe plus, alors certaines abeilles ouvrières vont développer leurs ovaires et se mettre à pondre. Comme elles n'ont pas été fécondées, elles ne vont donner naissance qu'à des mâles. On dit que la ruche est bourdonneuse, la colonie est condamnée. Les abeilles pondeuses vont émettre la même phéromone que la reine, l'acide 9-céto-décènoïque.

Une colonie peut perdurer pendant plusieurs années si elle survit à la saison froide.
Un essaim d'abeilles est un rassemblement en nombre important d'abeilles de la même famille. Quand une vieille reine quitte le nid avec une fraction de sa population (environ la moitié) pour former une nouvelle colonie, laissant la place à une jeune reine, on parle d'essaimage. Les abeilles évitent ainsi d'engendrer un superorganisme étouffant.
L'essaimage des abeilles est un véritable processus anarchiste d'intelligence collective puisqu'il s'agit de parvenir à un consensus pour définir la future localisation de la colonie. Les éclaireuses relatent une position qui leur semble propice à l'installation de la colonie par une danse dont la vivacité reflète la qualité du lieu désigné, et suffisamment explicite pour en indiquer la position. Toutes les exploratrices ont le même pouvoir d'information et présentent de manière transparente et souvent simultanément leurs découvertes. Selon l'intensité de la communication, l'abeille découvreuse d'un site va recruter un nombre plus ou moins grand de nouvelles éclaireuses qui iront chacune le visiter et entreprendre une évaluation indépendante. Elles pourront à leur tour donner leur opinion, et cette mutualisation perpétuelle des connaissances aboutit au consensus pour une destination.

##### Abeilles à miel
L'expression « abeille à miel » ou « abeille mellifère » est un nom vernaculaire désignant en français des insectes sociaux parmi les abeilles qui produisent du miel en quantité significative mais, par métonymie, c'est aussi l'un des noms usuels de l'abeille européenne (Apis mellifera).
Les abeilles à miel appartiennent majoritairement au genre Apis, de la sous-famille des Apinés, mais c'est Apis mellifera et, dans une moindre mesure, son homologue asiatique Apis cerana, l'espèce qui se prête le mieux à l'apiculture. D'autres espèces produisent du miel, mais pas en quantité suffisante pour mériter cette appellation.
Les abeilles domestiques sont principalement de l'espèce Apis mellifera. Originaire d'Europe et d'Afrique, c'est en effet l'espèce la plus utilisée pour produire du miel. Elle a donné de nombreuses sous-espèces, ainsi que de nombreux hybrides de ces sous-espèces dont certains, comme l'abeille buckfast, sont obtenus par croisements au sein des élevages. Apis cerana est également exploitée dans certaines régions d'Asie.
Les autres espèces du genre Apis (Apis florea, Apis dorsata, etc.) se trouvent uniquement à l'état sauvage.

###### Abeilles à miel sans dard
Certaines abeilles sans dard, autochtones et endémiques d'Amérique, produisent du miel. C'est le cas des abeilles de la tribu des Meliponini, regroupant notamment les genres Melipona et Trigona, qui produisent de petites quantités de miel, le miel de mélipone, considéré comme un miel rare.

Reconnaître les abeilles à miel
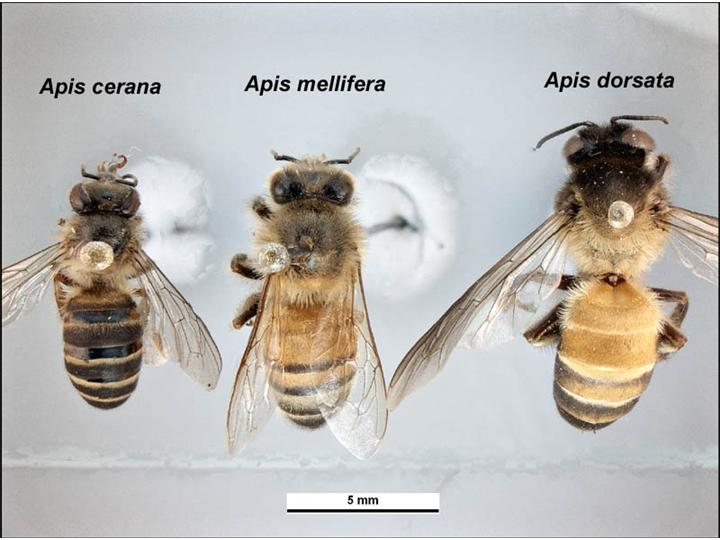
Vue dorsale des trois principales espèces.
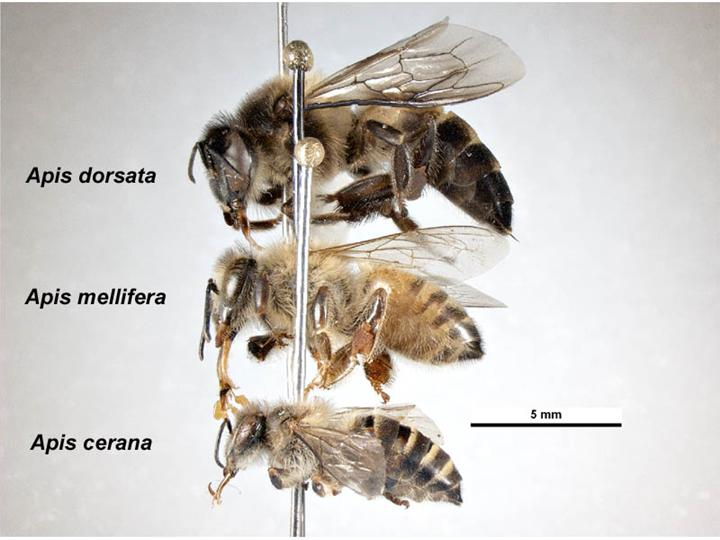
Vue latérale des trois principales espèces.
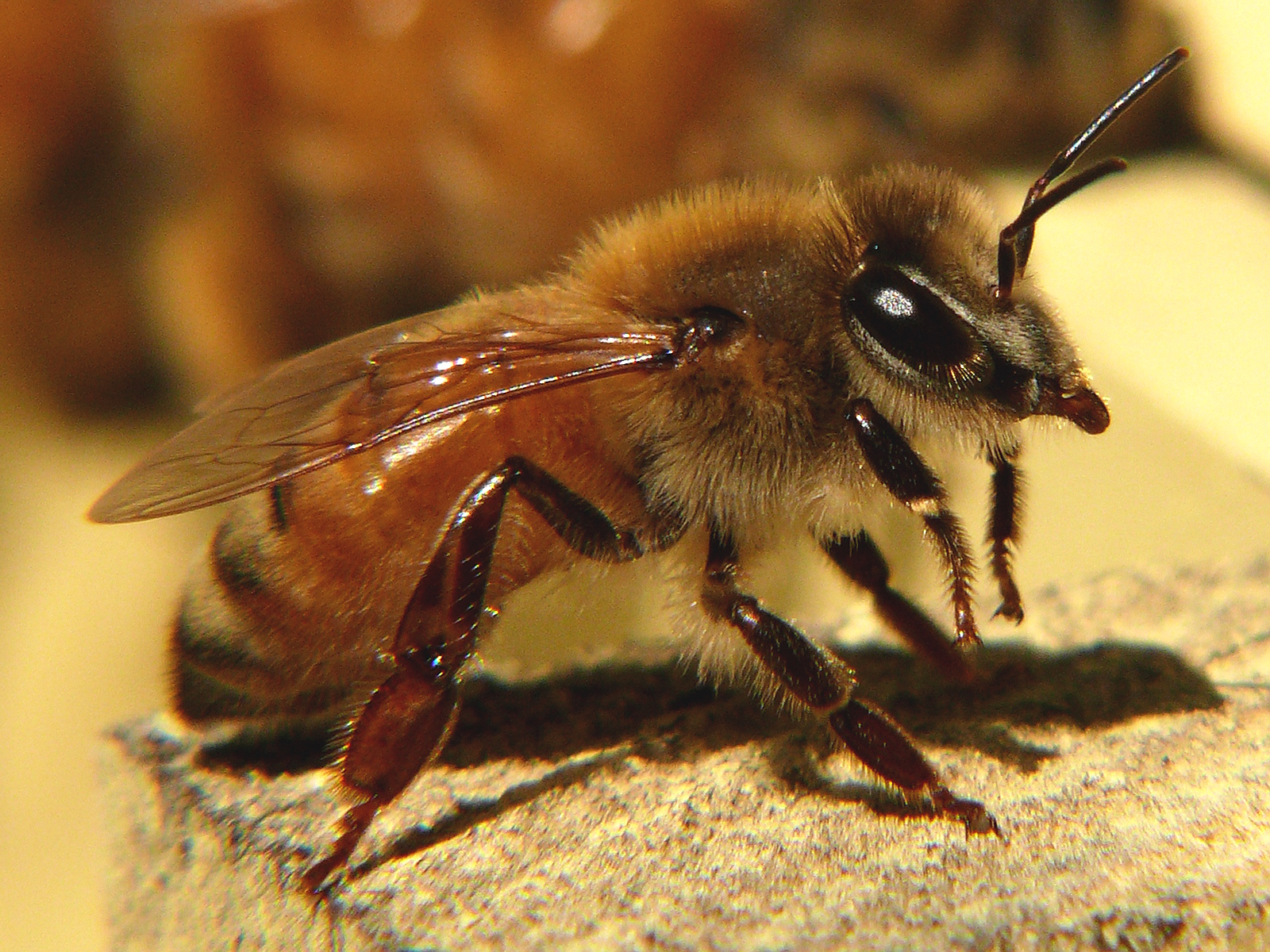
Abeille à miel d'Europe et d'Afrique : Apis mellifera.
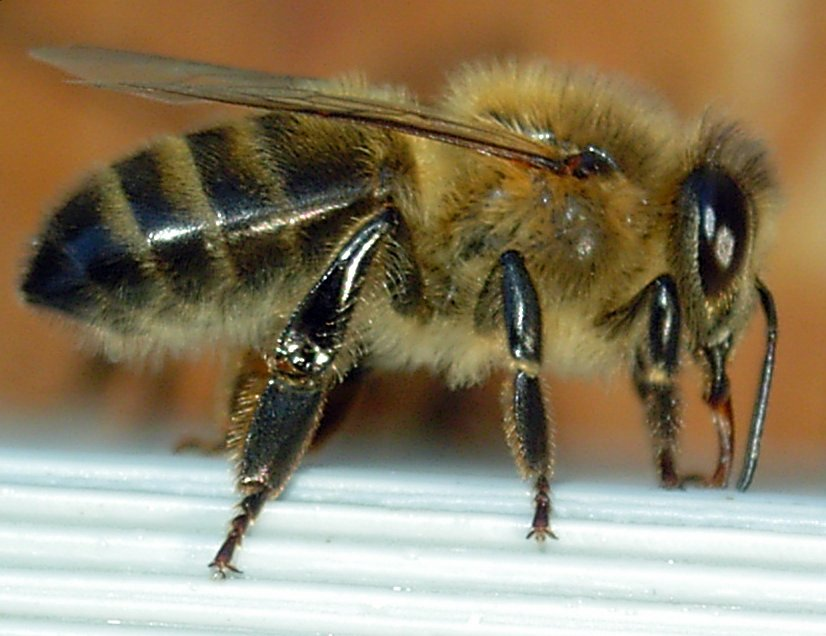
Favorite de l'apiculture en Europe, sous-espèce de la précédente, l'Abeille noire : Apis mellifera mellifera.
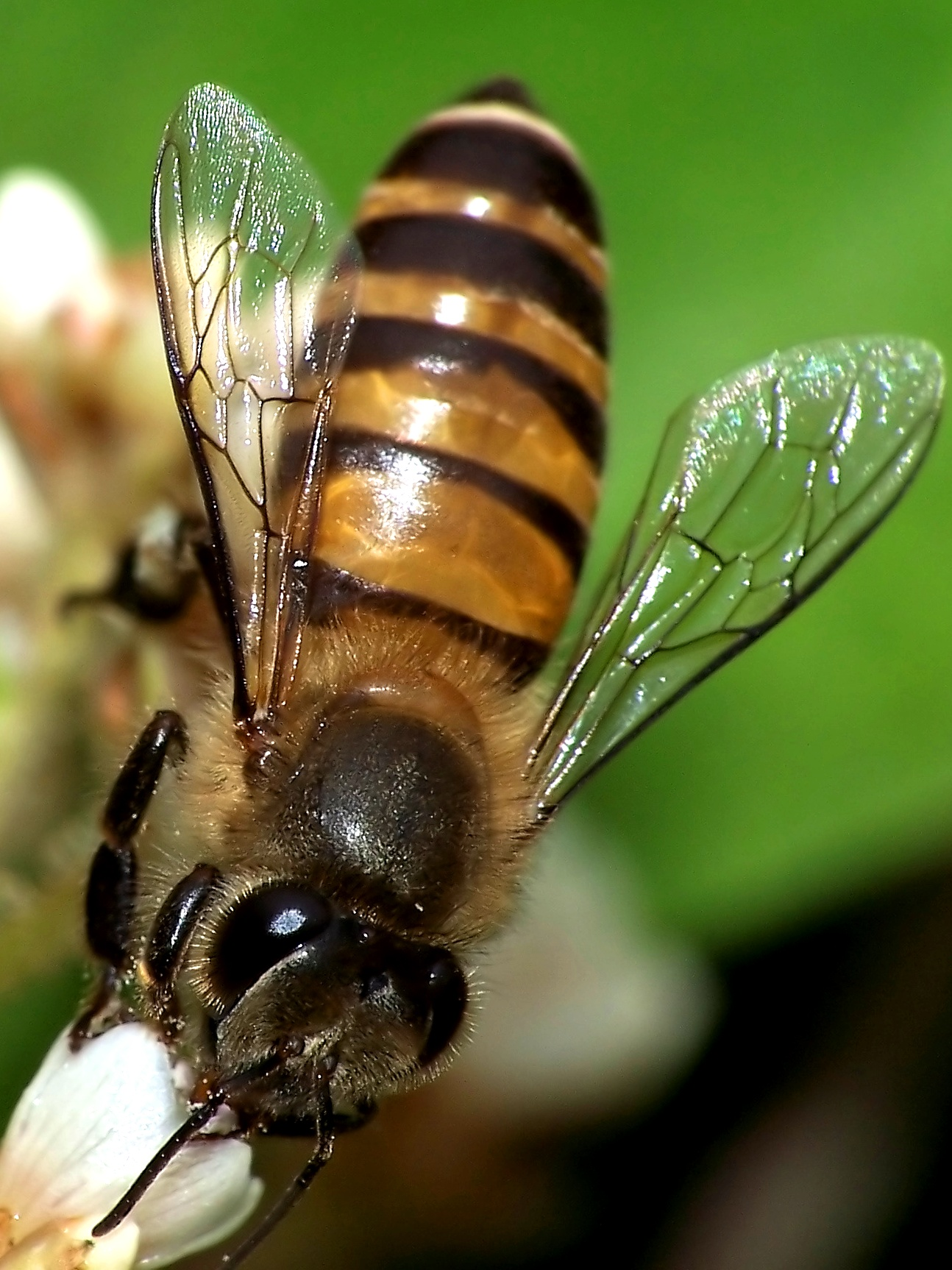
Abeille à miel asiatique : Apis cerana.
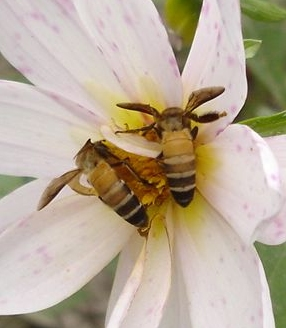
Abeilles à miel géantes : Apis dorsata.
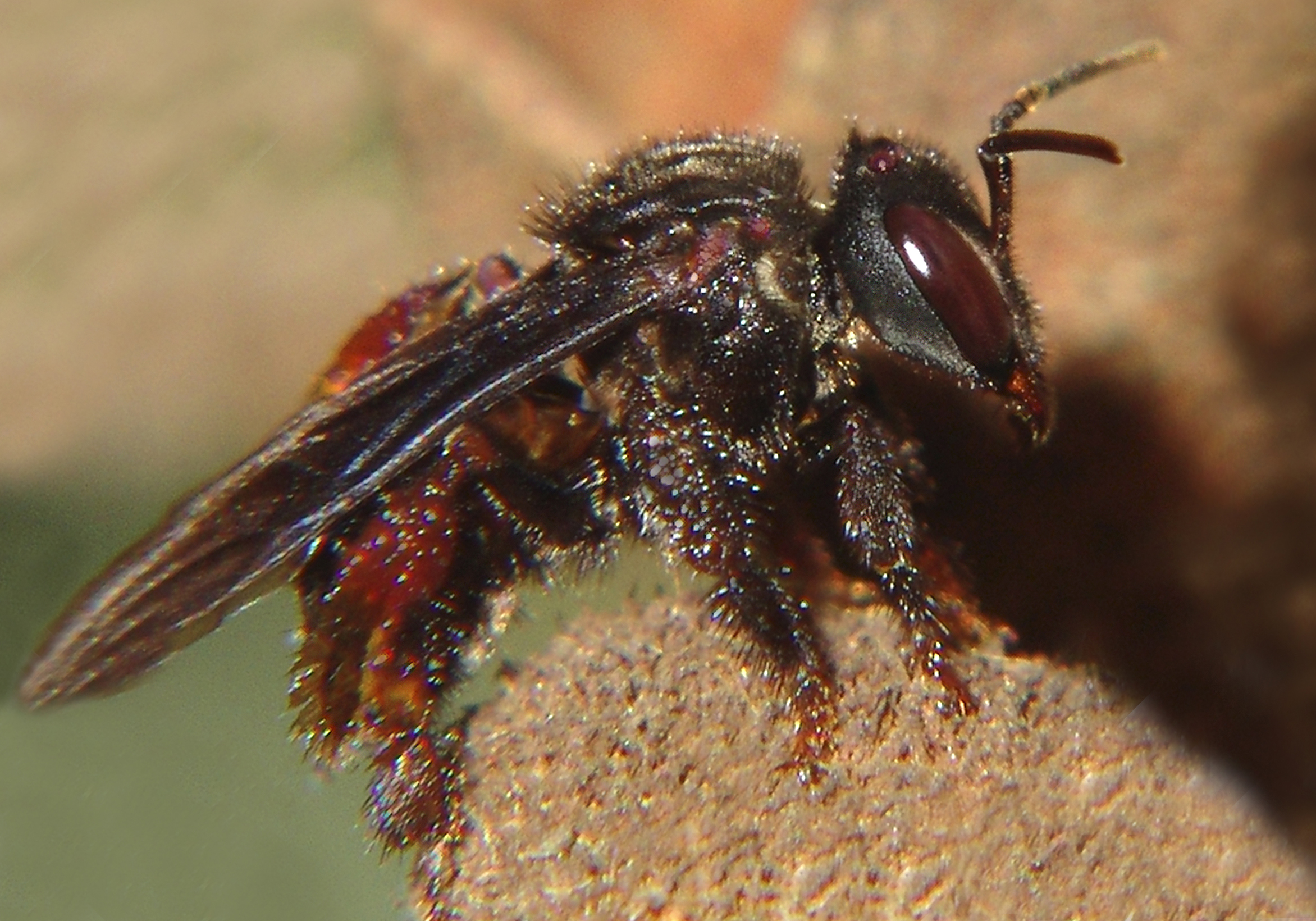
Abeille à miel d'Amérique du Sud : Trigona spinipes (en).

### Systématique

#### Histoire de la classification

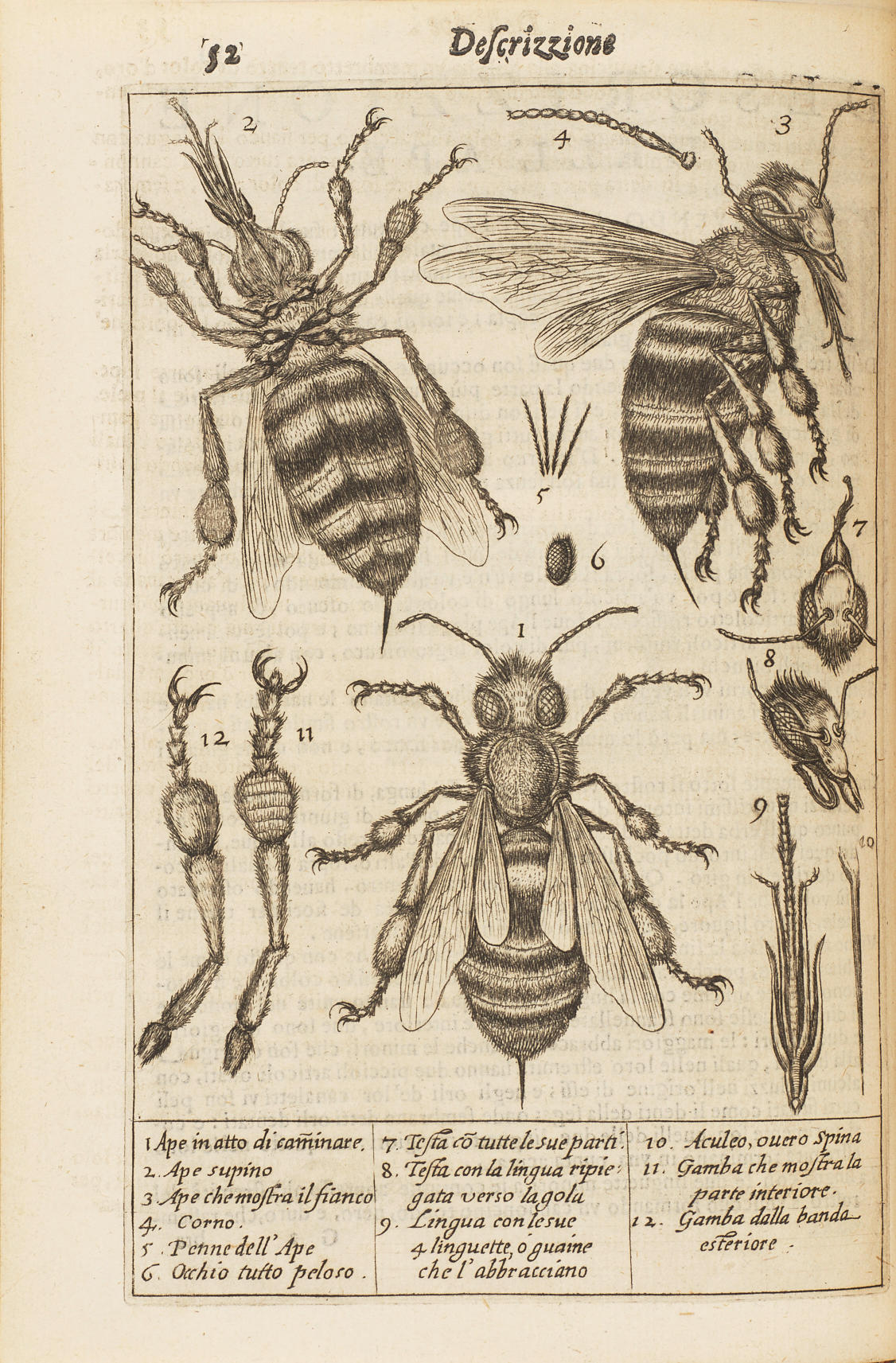
Le plus vieux dessin réalisé au microscope connu décrit une abeille.

Avant Carl von Linné, on ne connaissait comme abeille que la « mouche à miel ». Le père de la taxonomie moderne ajoute à cette abeille domestiquée d'autres espèces d'hyménoptères qui, comme elle, vivent de nectar et de pollen. En 1758, il les classe toutes dans un genre nommé Apis (« abeille » en latin).
Les connaissances sur ces insectes progressant, le seul genre Apis se révèle bientôt insuffisant pour contenir toutes les nouvelles abeilles répertoriées. Avec les travaux de Willian Kirby et Pierre-André Latreille, suivis par Alexandre Schenk et Carl Gustaf Thomson, les classifications gagnent en précision: Apis ne conserve qu'un petit nombre d'espèces proches de l'abeille domestique et de nombreux autres genres sont créés. On distingue alors deux grands groupes d'abeilles: les abeilles à langue courte et les abeilles à langue longue. Ces dernières sont divisées à leur tour en abeilles solitaires ou abeilles sociales (les abeilles « vraies »). Plus d'une centaine de genres se répartissent à l'intérieur de ces grands groupes. Les abeilles à langue longue sont considérées comme les plus évoluées. Les guêpes apoïdes (Sphecidae sensu lato) sont reconnues comme apparentées aux abeilles à langue courte.
À la fin du XIXe siècle sont reconnus comme portant le nom d'abeille « tous les hyménoptères dont la larve se nourrit de miel et de pollen, quels que soient d'ailleurs le genre de vie et les mœurs de l'adulte ».

#### Classification auXXIesiècle
Dans la classification classique, les abeilles font toutes partie de la super-famille des Apoïdes créée en 1802 par Pierre-André Latreille et qui regroupe les abeilles et les guêpes apoïdes. Toutefois, la classification des abeilles est en constante évolution.
La classification classique est historiquement centrée sur l'abeille mellifère. Ceci aurait amené les entomologistes à considérer que les abeilles à langue longue formaient un groupe plus évolué que celui des abeilles à langue courte. Les premières classifications phylogénétiques ont maintenu cette hypothèse, en plaçant la famille des Colletidés (à langue courte) à la base de l'arbre phylogénétique des Apoïdes. Cependant, en 2007 des travaux d'analyse moléculaire démontrent que la langue courte des Colletidés n'est pas un caractère hérité des Sphecidés, mais découle d'une évolution parallèle. Ces conclusions bouleversent la classification classique et désignent la famille des melittidés comme la plus ancienne des familles d'abeilles.

#### Familles actuelles
Liste des familles actuelles selon Debevic et al. 2012 et Hedtke et al. 2013[réf. nécessaire], en concordance avec ITIS:
- Apidae Latreille, 1802 - abeilles « vraies » ou « abeilles sociales »
- Andrenidae Latreille, 1802 - abeilles des sables
- Colletidae Lepeletier, 1841 - abeilles à face jaune ou abeilles plâtrières.
- Halictidae Thomson, 1869 - abeilles de la sueur.
- Megachilidae Latreille, 1802 - abeilles découpeuse
- Melittidae Michener, 2000 - famille de l'abeille à culotte
- Stenotritidae Michener, 2000

Note: Les Apidés et les Mégachilidés sont considérées comme les abeilles à langues longues, les autres familles à l'exception des Mélittidés sont considérées comme les abeilles à langues courtes.

#### Place au sein des guêpes apoïdes
Phylogénie des hyménoptères apoïdes actuels d'après Debevic et al, (2012) :
|  | Sphecidae s.s. (guêpes fouisseuses) |
|  |                                     |
|  | Crabroninae                         |
|  |                                     |

|  | Astatinae et Nyssonini       |
|  |                              |
|  | (Heterogynaidae) Hypothèse 2 |
|  |                              |

|  | Pemphredoninae et Philanthinae |
|  |                                |
|  | Anthophila (abeilles)          |
|  |                                |

|  | Astatinae et Nyssonini       |
|  |                              |
|  | (Heterogynaidae) Hypothèse 2 |
|  |                              |

|  | Pemphredoninae et Philanthinae |
|  |                                |
|  | Anthophila (abeilles)          |
|  |                                |

|  | Astatinae et Nyssonini       |
|  |                              |
|  | (Heterogynaidae) Hypothèse 2 |
|  |                              |

|  | Pemphredoninae et Philanthinae |
|  |                                |
|  | Anthophila (abeilles)          |
|  |                                |

|  | Astatinae et Nyssonini       |
|  |                              |
|  | (Heterogynaidae) Hypothèse 2 |
|  |                              |

|  | Pemphredoninae et Philanthinae |
|  |                                |
|  | Anthophila (abeilles)          |
|  |                                |

|  | Sphecidae s.s. (guêpes fouisseuses) |
|  |                                     |
|  | Crabroninae                         |
|  |                                     |

|  | Astatinae et Nyssonini       |
|  |                              |
|  | (Heterogynaidae) Hypothèse 2 |
|  |                              |

|  | Pemphredoninae et Philanthinae |
|  |                                |
|  | Anthophila (abeilles)          |
|  |                                |

|  | Astatinae et Nyssonini       |
|  |                              |
|  | (Heterogynaidae) Hypothèse 2 |
|  |                              |

|  | Pemphredoninae et Philanthinae |
|  |                                |
|  | Anthophila (abeilles)          |
|  |                                |

|  | Astatinae et Nyssonini       |
|  |                              |
|  | (Heterogynaidae) Hypothèse 2 |
|  |                              |

|  | Pemphredoninae et Philanthinae |
|  |                                |
|  | Anthophila (abeilles)          |
|  |                                |

|  | Astatinae et Nyssonini       |
|  |                              |
|  | (Heterogynaidae) Hypothèse 2 |
|  |                              |

|  | Pemphredoninae et Philanthinae |
|  |                                |
|  | Anthophila (abeilles)          |
|  |                                |

|  | Sphecidae s.s. (guêpes fouisseuses) |
|  |                                     |
|  | Crabroninae                         |
|  |                                     |

|  | Astatinae et Nyssonini       |
|  |                              |
|  | (Heterogynaidae) Hypothèse 2 |
|  |                              |

|  | Pemphredoninae et Philanthinae |
|  |                                |
|  | Anthophila (abeilles)          |
|  |                                |

|  | Astatinae et Nyssonini       |
|  |                              |
|  | (Heterogynaidae) Hypothèse 2 |
|  |                              |

|  | Pemphredoninae et Philanthinae |
|  |                                |
|  | Anthophila (abeilles)          |
|  |                                |

|  | Astatinae et Nyssonini       |
|  |                              |
|  | (Heterogynaidae) Hypothèse 2 |
|  |                              |

|  | Pemphredoninae et Philanthinae |
|  |                                |
|  | Anthophila (abeilles)          |
|  |                                |

|  | Astatinae et Nyssonini       |
|  |                              |
|  | (Heterogynaidae) Hypothèse 2 |
|  |                              |

|  | Pemphredoninae et Philanthinae |
|  |                                |
|  | Anthophila (abeilles)          |
|  |                                |

|  | Sphecidae s.s. (guêpes fouisseuses) |
|  |                                     |
|  | Crabroninae                         |
|  |                                     |

|  | Astatinae et Nyssonini       |
|  |                              |
|  | (Heterogynaidae) Hypothèse 2 |
|  |                              |

|  | Pemphredoninae et Philanthinae |
|  |                                |
|  | Anthophila (abeilles)          |
|  |                                |

|  | Astatinae et Nyssonini       |
|  |                              |
|  | (Heterogynaidae) Hypothèse 2 |
|  |                              |

|  | Pemphredoninae et Philanthinae |
|  |                                |
|  | Anthophila (abeilles)          |
|  |                                |

|  | Astatinae et Nyssonini       |
|  |                              |
|  | (Heterogynaidae) Hypothèse 2 |
|  |                              |

|  | Pemphredoninae et Philanthinae |
|  |                                |
|  | Anthophila (abeilles)          |
|  |                                |

|  | Astatinae et Nyssonini       |
|  |                              |
|  | (Heterogynaidae) Hypothèse 2 |
|  |                              |

|  | Pemphredoninae et Philanthinae |
|  |                                |
|  | Anthophila (abeilles)          |
|  |                                |

|  | Sphecidae s.s. (guêpes fouisseuses) |
|  |                                     |
|  | Crabroninae                         |
|  |                                     |

|  | Astatinae et Nyssonini       |
|  |                              |
|  | (Heterogynaidae) Hypothèse 2 |
|  |                              |

|  | Pemphredoninae et Philanthinae |
|  |                                |
|  | Anthophila (abeilles)          |
|  |                                |

|  | Astatinae et Nyssonini       |
|  |                              |
|  | (Heterogynaidae) Hypothèse 2 |
|  |                              |

|  | Pemphredoninae et Philanthinae |
|  |                                |
|  | Anthophila (abeilles)          |
|  |                                |

|  | Astatinae et Nyssonini       |
|  |                              |
|  | (Heterogynaidae) Hypothèse 2 |
|  |                              |

|  | Pemphredoninae et Philanthinae |
|  |                                |
|  | Anthophila (abeilles)          |
|  |                                |

|  | Astatinae et Nyssonini       |
|  |                              |
|  | (Heterogynaidae) Hypothèse 2 |
|  |                              |

|  | Pemphredoninae et Philanthinae |
|  |                                |
|  | Anthophila (abeilles)          |
|  |                                |

|  | Sphecidae s.s. (guêpes fouisseuses) |
|  |                                     |
|  | Crabroninae                         |
|  |                                     |

|  | Astatinae et Nyssonini       |
|  |                              |
|  | (Heterogynaidae) Hypothèse 2 |
|  |                              |

|  | Pemphredoninae et Philanthinae |
|  |                                |
|  | Anthophila (abeilles)          |
|  |                                |

|  | Astatinae et Nyssonini       |
|  |                              |
|  | (Heterogynaidae) Hypothèse 2 |
|  |                              |

|  | Pemphredoninae et Philanthinae |
|  |                                |
|  | Anthophila (abeilles)          |
|  |                                |

|  | Astatinae et Nyssonini       |
|  |                              |
|  | (Heterogynaidae) Hypothèse 2 |
|  |                              |

|  | Pemphredoninae et Philanthinae |
|  |                                |
|  | Anthophila (abeilles)          |
|  |                                |

|  | Astatinae et Nyssonini       |
|  |                              |
|  | (Heterogynaidae) Hypothèse 2 |
|  |                              |

|  | Pemphredoninae et Philanthinae |
|  |                                |
|  | Anthophila (abeilles)          |
|  |                                |

|  | Sphecidae s.s. (guêpes fouisseuses) |
|  |                                     |
|  | Crabroninae                         |
|  |                                     |

|  | Astatinae et Nyssonini       |
|  |                              |
|  | (Heterogynaidae) Hypothèse 2 |
|  |                              |

|  | Pemphredoninae et Philanthinae |
|  |                                |
|  | Anthophila (abeilles)          |
|  |                                |

|  | Astatinae et Nyssonini       |
|  |                              |
|  | (Heterogynaidae) Hypothèse 2 |
|  |                              |

|  | Pemphredoninae et Philanthinae |
|  |                                |
|  | Anthophila (abeilles)          |
|  |                                |

|  | Astatinae et Nyssonini       |
|  |                              |
|  | (Heterogynaidae) Hypothèse 2 |
|  |                              |

|  | Pemphredoninae et Philanthinae |
|  |                                |
|  | Anthophila (abeilles)          |
|  |                                |

|  | Astatinae et Nyssonini       |
|  |                              |
|  | (Heterogynaidae) Hypothèse 2 |
|  |                              |

|  | Pemphredoninae et Philanthinae |
|  |                                |
|  | Anthophila (abeilles)          |
|  |                                |

|  | Sphecidae s.s. (guêpes fouisseuses) |
|  |                                     |
|  | Crabroninae                         |
|  |                                     |

|  | Astatinae et Nyssonini       |
|  |                              |
|  | (Heterogynaidae) Hypothèse 2 |
|  |                              |

|  | Pemphredoninae et Philanthinae |
|  |                                |
|  | Anthophila (abeilles)          |
|  |                                |

|  | Astatinae et Nyssonini       |
|  |                              |
|  | (Heterogynaidae) Hypothèse 2 |
|  |                              |

|  | Pemphredoninae et Philanthinae |
|  |                                |
|  | Anthophila (abeilles)          |
|  |                                |

|  | Astatinae et Nyssonini       |
|  |                              |
|  | (Heterogynaidae) Hypothèse 2 |
|  |                              |

|  | Pemphredoninae et Philanthinae |
|  |                                |
|  | Anthophila (abeilles)          |
|  |                                |

|  | Astatinae et Nyssonini       |
|  |                              |
|  | (Heterogynaidae) Hypothèse 2 |
|  |                              |

|  | Pemphredoninae et Philanthinae |
|  |                                |
|  | Anthophila (abeilles)          |
|  |                                |

|  | Sphecidae s.s. (guêpes fouisseuses) |
|  |                                     |
|  | Crabroninae                         |
|  |                                     |

|  | Astatinae et Nyssonini       |
|  |                              |
|  | (Heterogynaidae) Hypothèse 2 |
|  |                              |

|  | Pemphredoninae et Philanthinae |
|  |                                |
|  | Anthophila (abeilles)          |
|  |                                |

|  | Astatinae et Nyssonini       |
|  |                              |
|  | (Heterogynaidae) Hypothèse 2 |
|  |                              |

|  | Pemphredoninae et Philanthinae |
|  |                                |
|  | Anthophila (abeilles)          |
|  |                                |

|  | Astatinae et Nyssonini       |
|  |                              |
|  | (Heterogynaidae) Hypothèse 2 |
|  |                              |

|  | Pemphredoninae et Philanthinae |
|  |                                |
|  | Anthophila (abeilles)          |
|  |                                |

|  | Astatinae et Nyssonini       |
|  |                              |
|  | (Heterogynaidae) Hypothèse 2 |
|  |                              |

|  | Pemphredoninae et Philanthinae |
|  |                                |
|  | Anthophila (abeilles)          |
|  |                                |

|  | Sphecidae s.s. (guêpes fouisseuses) |
|  |                                     |
|  | Crabroninae                         |
|  |                                     |

|  | Astatinae et Nyssonini       |
|  |                              |
|  | (Heterogynaidae) Hypothèse 2 |
|  |                              |

|  | Pemphredoninae et Philanthinae |
|  |                                |
|  | Anthophila (abeilles)          |
|  |                                |

|  | Astatinae et Nyssonini       |
|  |                              |
|  | (Heterogynaidae) Hypothèse 2 |
|  |                              |

|  | Pemphredoninae et Philanthinae |
|  |                                |
|  | Anthophila (abeilles)          |
|  |                                |

|  | Astatinae et Nyssonini       |
|  |                              |
|  | (Heterogynaidae) Hypothèse 2 |
|  |                              |

|  | Pemphredoninae et Philanthinae |
|  |                                |
|  | Anthophila (abeilles)          |
|  |                                |

|  | Astatinae et Nyssonini       |
|  |                              |
|  | (Heterogynaidae) Hypothèse 2 |
|  |                              |

|  | Pemphredoninae et Philanthinae |
|  |                                |
|  | Anthophila (abeilles)          |
|  |                                |

|  | Sphecidae s.s. (guêpes fouisseuses) |
|  |                                     |
|  | Crabroninae                         |
|  |                                     |

|  | Astatinae et Nyssonini       |
|  |                              |
|  | (Heterogynaidae) Hypothèse 2 |
|  |                              |

|  | Pemphredoninae et Philanthinae |
|  |                                |
|  | Anthophila (abeilles)          |
|  |                                |

|  | Astatinae et Nyssonini       |
|  |                              |
|  | (Heterogynaidae) Hypothèse 2 |
|  |                              |

|  | Pemphredoninae et Philanthinae |
|  |                                |
|  | Anthophila (abeilles)          |
|  |                                |

|  | Astatinae et Nyssonini       |
|  |                              |
|  | (Heterogynaidae) Hypothèse 2 |
|  |                              |

|  | Pemphredoninae et Philanthinae |
|  |                                |
|  | Anthophila (abeilles)          |
|  |                                |

|  | Astatinae et Nyssonini       |
|  |                              |
|  | (Heterogynaidae) Hypothèse 2 |
|  |                              |

|  | Pemphredoninae et Philanthinae |
|  |                                |
|  | Anthophila (abeilles)          |
|  |                                |

|  | Sphecidae s.s. (guêpes fouisseuses) |
|  |                                     |
|  | Crabroninae                         |
|  |                                     |

|  | Astatinae et Nyssonini       |
|  |                              |
|  | (Heterogynaidae) Hypothèse 2 |
|  |                              |

|  | Pemphredoninae et Philanthinae |
|  |                                |
|  | Anthophila (abeilles)          |
|  |                                |

|  | Astatinae et Nyssonini       |
|  |                              |
|  | (Heterogynaidae) Hypothèse 2 |
|  |                              |

|  | Pemphredoninae et Philanthinae |
|  |                                |
|  | Anthophila (abeilles)          |
|  |                                |

|  | Astatinae et Nyssonini       |
|  |                              |
|  | (Heterogynaidae) Hypothèse 2 |
|  |                              |

|  | Pemphredoninae et Philanthinae |
|  |                                |
|  | Anthophila (abeilles)          |
|  |                                |

|  | Astatinae et Nyssonini       |
|  |                              |
|  | (Heterogynaidae) Hypothèse 2 |
|  |                              |

|  | Pemphredoninae et Philanthinae |
|  |                                |
|  | Anthophila (abeilles)          |
|  |                                |

|  | Sphecidae s.s. (guêpes fouisseuses) |
|  |                                     |
|  | Crabroninae                         |
|  |                                     |

|  | Astatinae et Nyssonini       |
|  |                              |
|  | (Heterogynaidae) Hypothèse 2 |
|  |                              |

|  | Pemphredoninae et Philanthinae |
|  |                                |
|  | Anthophila (abeilles)          |
|  |                                |

|  | Astatinae et Nyssonini       |
|  |                              |
|  | (Heterogynaidae) Hypothèse 2 |
|  |                              |

|  | Pemphredoninae et Philanthinae |
|  |                                |
|  | Anthophila (abeilles)          |
|  |                                |

|  | Astatinae et Nyssonini       |
|  |                              |
|  | (Heterogynaidae) Hypothèse 2 |
|  |                              |

|  | Pemphredoninae et Philanthinae |
|  |                                |
|  | Anthophila (abeilles)          |
|  |                                |

|  | Astatinae et Nyssonini       |
|  |                              |
|  | (Heterogynaidae) Hypothèse 2 |
|  |                              |

|  | Pemphredoninae et Philanthinae |
|  |                                |
|  | Anthophila (abeilles)          |
|  |                                |

|  | Sphecidae s.s. (guêpes fouisseuses) |
|  |                                     |
|  | Crabroninae                         |
|  |                                     |

|  | Astatinae et Nyssonini       |
|  |                              |
|  | (Heterogynaidae) Hypothèse 2 |
|  |                              |

|  | Pemphredoninae et Philanthinae |
|  |                                |
|  | Anthophila (abeilles)          |
|  |                                |

|  | Astatinae et Nyssonini       |
|  |                              |
|  | (Heterogynaidae) Hypothèse 2 |
|  |                              |

|  | Pemphredoninae et Philanthinae |
|  |                                |
|  | Anthophila (abeilles)          |
|  |                                |

|  | Astatinae et Nyssonini       |
|  |                              |
|  | (Heterogynaidae) Hypothèse 2 |
|  |                              |

|  | Pemphredoninae et Philanthinae |
|  |                                |
|  | Anthophila (abeilles)          |
|  |                                |

|  | Astatinae et Nyssonini       |
|  |                              |
|  | (Heterogynaidae) Hypothèse 2 |
|  |                              |

|  | Pemphredoninae et Philanthinae |
|  |                                |
|  | Anthophila (abeilles)          |
|  |                                |

|  | Sphecidae s.s. (guêpes fouisseuses) |
|  |                                     |
|  | Crabroninae                         |
|  |                                     |

|  | Astatinae et Nyssonini       |
|  |                              |
|  | (Heterogynaidae) Hypothèse 2 |
|  |                              |

|  | Pemphredoninae et Philanthinae |
|  |                                |
|  | Anthophila (abeilles)          |
|  |                                |

|  | Astatinae et Nyssonini       |
|  |                              |
|  | (Heterogynaidae) Hypothèse 2 |
|  |                              |

|  | Pemphredoninae et Philanthinae |
|  |                                |
|  | Anthophila (abeilles)          |
|  |                                |

|  | Astatinae et Nyssonini       |
|  |                              |
|  | (Heterogynaidae) Hypothèse 2 |
|  |                              |

|  | Pemphredoninae et Philanthinae |
|  |                                |
|  | Anthophila (abeilles)          |
|  |                                |

|  | Astatinae et Nyssonini       |
|  |                              |
|  | (Heterogynaidae) Hypothèse 2 |
|  |                              |

|  | Pemphredoninae et Philanthinae |
|  |                                |
|  | Anthophila (abeilles)          |
|  |                                |

|  | Sphecidae s.s. (guêpes fouisseuses) |
|  |                                     |
|  | Crabroninae                         |
|  |                                     |

|  | Astatinae et Nyssonini       |
|  |                              |
|  | (Heterogynaidae) Hypothèse 2 |
|  |                              |

|  | Pemphredoninae et Philanthinae |
|  |                                |
|  | Anthophila (abeilles)          |
|  |                                |

|  | Astatinae et Nyssonini       |
|  |                              |
|  | (Heterogynaidae) Hypothèse 2 |
|  |                              |

|  | Pemphredoninae et Philanthinae |
|  |                                |
|  | Anthophila (abeilles)          |
|  |                                |

|  | Astatinae et Nyssonini       |
|  |                              |
|  | (Heterogynaidae) Hypothèse 2 |
|  |                              |

|  | Pemphredoninae et Philanthinae |
|  |                                |
|  | Anthophila (abeilles)          |
|  |                                |

|  | Astatinae et Nyssonini       |
|  |                              |
|  | (Heterogynaidae) Hypothèse 2 |
|  |                              |

|  | Pemphredoninae et Philanthinae |
|  |                                |
|  | Anthophila (abeilles)          |
|  |                                |

#### Phylogénie interne
Phylogénie des familles actuelles d'abeilles, d'après Hedtke et al., 2013 :
|  | Apidae (abeilles sociales)                             |
|  |                                                        |
|  | Megachilidae (abeilles découpeuses, abeilles maçonnes) |
|  |                                                        |

|  | Halictidae (abeilles de la sueur)                                                    |
|  |                                                                                      |
|  | \| \| Colletidae (abeilles à face jaune) \| \| \| \| \| \| Stenotritidae \| \| \| \| |
|  |                                                                                      |
|  | Colletidae (abeilles à face jaune)                                                   |
|  |                                                                                      |
|  | Stenotritidae                                                                        |
|  |                                                                                      |

|  | Colletidae (abeilles à face jaune) |
|  |                                    |
|  | Stenotritidae                      |
|  |                                    |

|  | Halictidae (abeilles de la sueur)                                                    |
|  |                                                                                      |
|  | \| \| Colletidae (abeilles à face jaune) \| \| \| \| \| \| Stenotritidae \| \| \| \| |
|  |                                                                                      |
|  | Colletidae (abeilles à face jaune)                                                   |
|  |                                                                                      |
|  | Stenotritidae                                                                        |
|  |                                                                                      |

|  | Colletidae (abeilles à face jaune) |
|  |                                    |
|  | Stenotritidae                      |
|  |                                    |

|  | Apidae (abeilles sociales)                             |
|  |                                                        |
|  | Megachilidae (abeilles découpeuses, abeilles maçonnes) |
|  |                                                        |

|  | Halictidae (abeilles de la sueur)                                                    |
|  |                                                                                      |
|  | \| \| Colletidae (abeilles à face jaune) \| \| \| \| \| \| Stenotritidae \| \| \| \| |
|  |                                                                                      |
|  | Colletidae (abeilles à face jaune)                                                   |
|  |                                                                                      |
|  | Stenotritidae                                                                        |
|  |                                                                                      |

|  | Colletidae (abeilles à face jaune) |
|  |                                    |
|  | Stenotritidae                      |
|  |                                    |

|  | Halictidae (abeilles de la sueur)                                                    |
|  |                                                                                      |
|  | \| \| Colletidae (abeilles à face jaune) \| \| \| \| \| \| Stenotritidae \| \| \| \| |
|  |                                                                                      |
|  | Colletidae (abeilles à face jaune)                                                   |
|  |                                                                                      |
|  | Stenotritidae                                                                        |
|  |                                                                                      |

|  | Colletidae (abeilles à face jaune) |
|  |                                    |
|  | Stenotritidae                      |
|  |                                    |

|  | Apidae (abeilles sociales)                             |
|  |                                                        |
|  | Megachilidae (abeilles découpeuses, abeilles maçonnes) |
|  |                                                        |

|  | Halictidae (abeilles de la sueur)                                                    |
|  |                                                                                      |
|  | \| \| Colletidae (abeilles à face jaune) \| \| \| \| \| \| Stenotritidae \| \| \| \| |
|  |                                                                                      |
|  | Colletidae (abeilles à face jaune)                                                   |
|  |                                                                                      |
|  | Stenotritidae                                                                        |
|  |                                                                                      |

|  | Colletidae (abeilles à face jaune) |
|  |                                    |
|  | Stenotritidae                      |
|  |                                    |

|  | Halictidae (abeilles de la sueur)                                                    |
|  |                                                                                      |
|  | \| \| Colletidae (abeilles à face jaune) \| \| \| \| \| \| Stenotritidae \| \| \| \| |
|  |                                                                                      |
|  | Colletidae (abeilles à face jaune)                                                   |
|  |                                                                                      |
|  | Stenotritidae                                                                        |
|  |                                                                                      |

|  | Colletidae (abeilles à face jaune) |
|  |                                    |
|  | Stenotritidae                      |
|  |                                    |

|  | Apidae (abeilles sociales)                             |
|  |                                                        |
|  | Megachilidae (abeilles découpeuses, abeilles maçonnes) |
|  |                                                        |

|  | Halictidae (abeilles de la sueur)                                                    |
|  |                                                                                      |
|  | \| \| Colletidae (abeilles à face jaune) \| \| \| \| \| \| Stenotritidae \| \| \| \| |
|  |                                                                                      |
|  | Colletidae (abeilles à face jaune)                                                   |
|  |                                                                                      |
|  | Stenotritidae                                                                        |
|  |                                                                                      |

|  | Colletidae (abeilles à face jaune) |
|  |                                    |
|  | Stenotritidae                      |
|  |                                    |

|  | Halictidae (abeilles de la sueur)                                                    |
|  |                                                                                      |
|  | \| \| Colletidae (abeilles à face jaune) \| \| \| \| \| \| Stenotritidae \| \| \| \| |
|  |                                                                                      |
|  | Colletidae (abeilles à face jaune)                                                   |
|  |                                                                                      |
|  | Stenotritidae                                                                        |
|  |                                                                                      |

|  | Colletidae (abeilles à face jaune) |
|  |                                    |
|  | Stenotritidae                      |
|  |                                    |

## Interactions

Abeilles butinant un rosier sauvage (animation).

### Pollinisation
Toutes les abeilles peuvent jouer un rôle important pour la pollinisation des plantes, et en particulier celle de nombreuses plantes cultivées.
Certaines espèces sont plus performantes que d'autres de ce point de vue: le taux de pollinisation et l'efficacité de celle-ci sont ainsi deux fois plus importants par les abeilles sauvages que par les abeilles domestiques. Les plantes dont la pollinisation est favorisée par l'abeille sont dites mellitophiles. En effet, lorsque les abeilles récoltent des ressources alimentaires, elles se couvrent de pollen. Le pollen est le gamète mâle de la fleur. Elles butinent ensuite d'autres fleurs afin d'y récolter le nectar et se frottent alors contre les parties reproductrices des autres fleurs. Ainsi, le pollen déposé à la surface de la fleur colonise ses graines femelles. Involontairement, les abeilles permettent donc le contact entre les gamètes mâles et femelles des différentes fleurs.
Les abeilles bénéficient également de la pollinisation car, en récoltant le nectar et pollen, elles constituent leurs réserves alimentaires. De plus, une grande densité de fleurs aux alentours de la ruche leur est bénéfique car cela minimise leur temps de recherche de nourriture.
Enfin, les populations humaines sont directement et indirectement dépendantes des fleurs pour un tiers de leur régime alimentaire. L'absence des pollinisateurs indigènes naturels les plus répandus pourrait donc avoir des conséquences économiques, sociales et écologiques.

### Syndrome d'effondrement des colonies d'abeilles
Or, on constate dans l'Hémisphère nord une baisse de la population des insectes pollinisateurs et en particulier des abeilles,. Un des symptômes de ce phénomène est le syndrome d'effondrement des colonies d'abeilles, qui connaît une recrudescence au début du XXIe siècle.
De multiples causes semblent être à l'origine de cette baisse de la population: parasites, champignons, prédateurs, monoculture intensive, alimentation trop peu diversifiée ou de mauvaise qualité, réchauffement climatique… Les produits phytosanitaires agricoles, les cultures d'OGM et la pollution électromagnétique sont également cités mais leur implication est de moins en moins controversée avec un consensus scientifique croissant sur le rôle des insecticides et non concluant pour les ondes électromagnétiques autres que la lumière.
En tant qu'animal bioindicateur, cette situation inquiète non seulement les apiculteurs, mais aussi de nombreux écologues, économistes et experts en raison de l'importance économique et écologique de l'abeille.
En février 2010, l'Union européenne met en place le programme STEP afin de préciser les causes et les impacts de ce déclin et d'en assurer le suivi.

### Interactions écologiques

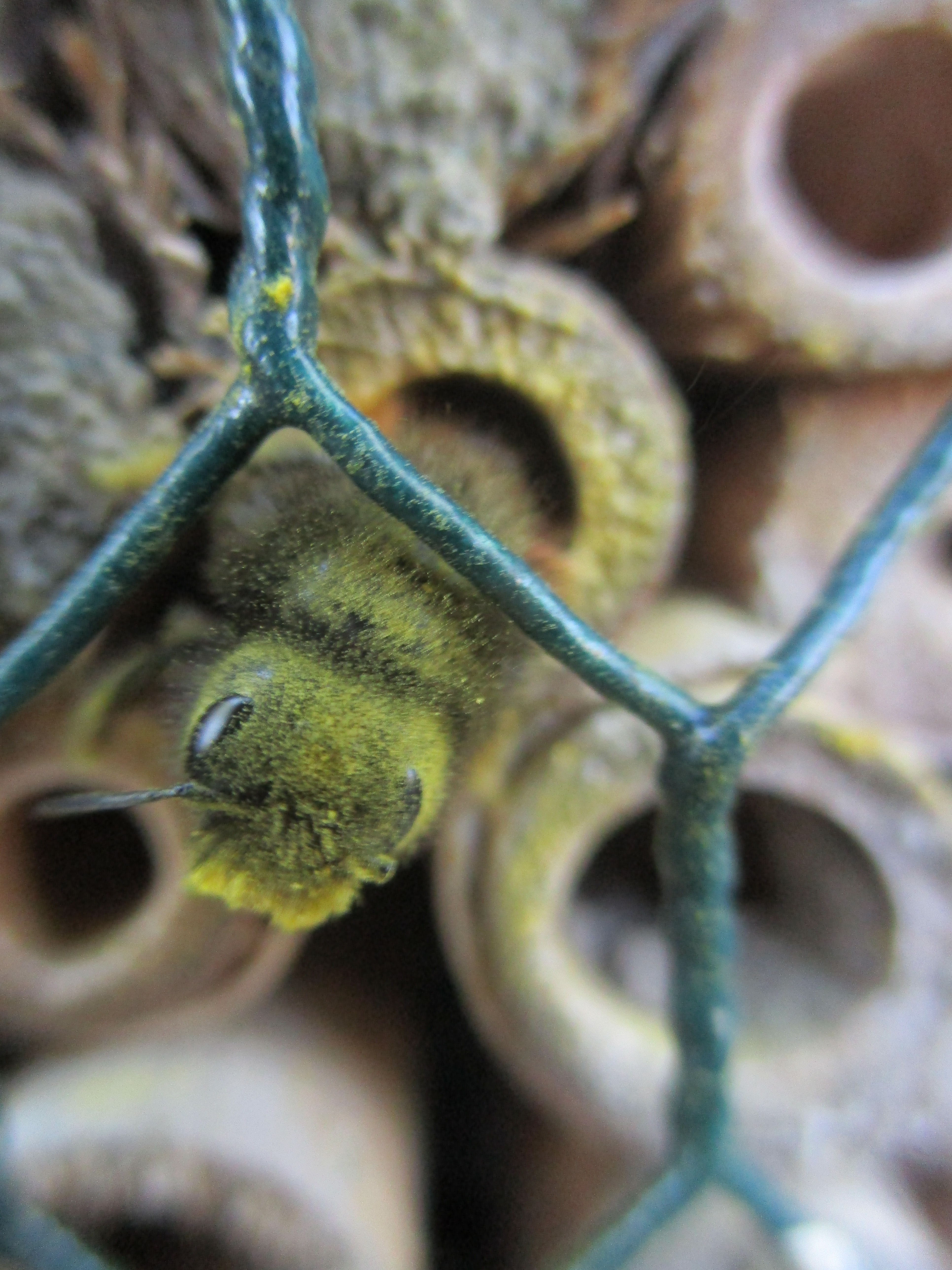
Abeille couverte de pollen

La pollinisation par les insectes indigènes non domestiques est un enjeu important de l'écologie. En effet, les insectes sauvages permettent d'effectuer naturellement des fécondations croisées: l'ovule d'une plante reçoit le pollen d'une autre plante de la même espèce, cela permet de conserver une grande diversité génétique. Or, la diversité génétique permet d'éviter les dépressions de consanguinité et augmente la résilience de la population face aux perturbations environnementales et aux nouvelles maladies. Dans une population à grande diversité génétique, le risque d'extinction est beaucoup plus faible.
Le 16 avril 2014 les sénateurs français ont adopté un amendement à la loi sur l'avenir de l'agriculture reconnaissant l'abeille comme « un bio-indicateur dans le cadre de la surveillance des produits phytopharmaceutiques ».

### Les abeilles comme vecteur de maladies des plantes
En butinant d'un arbre à l'autre, les abeilles (Apis mellifera), ainsi que d'autres insectes pollinisateurs, contribuent à la diffusion de bactéries phytopathogènes, telles que Erwinia amylovora, agent pathogène du feu bactérien, maladie bactérienne grave qui affecte des arbres fruitiers de la sous-famille des Maloideae ou Pseudomonas syringae, agent de diverses maladies du type chancre bactérien, notamment le chancre bactérien du kiwi, causé par le pathovar Pseudomonas syringae pv. actinidiae.
Du fait de leur intense activité de pollinisation, les abeilles sont un vecteur très efficace de transmission de ces bactéries. Toutefois, comme les bactéries ne peuvent survivre l'hiver dans les ruches, les abeilles ne peuvent en aucun cas être responsables d'une inoculation primaire, mais seulement d'inoculation secondaire, transmettant les bactéries de fleur en fleur,.
Selon une étude néo-zélandaise de 2014, Pseudomonas syringae, comme Erwinia amylovora, peut survivre et se propager au sein des ruches pendant un temps limité. Les auteurs appuient donc la recommandation d'une période de retrait minimum avant de transporter dans un verger sain des ruches provenant d'un verger contaminé.

## Les abeilles et l'homme

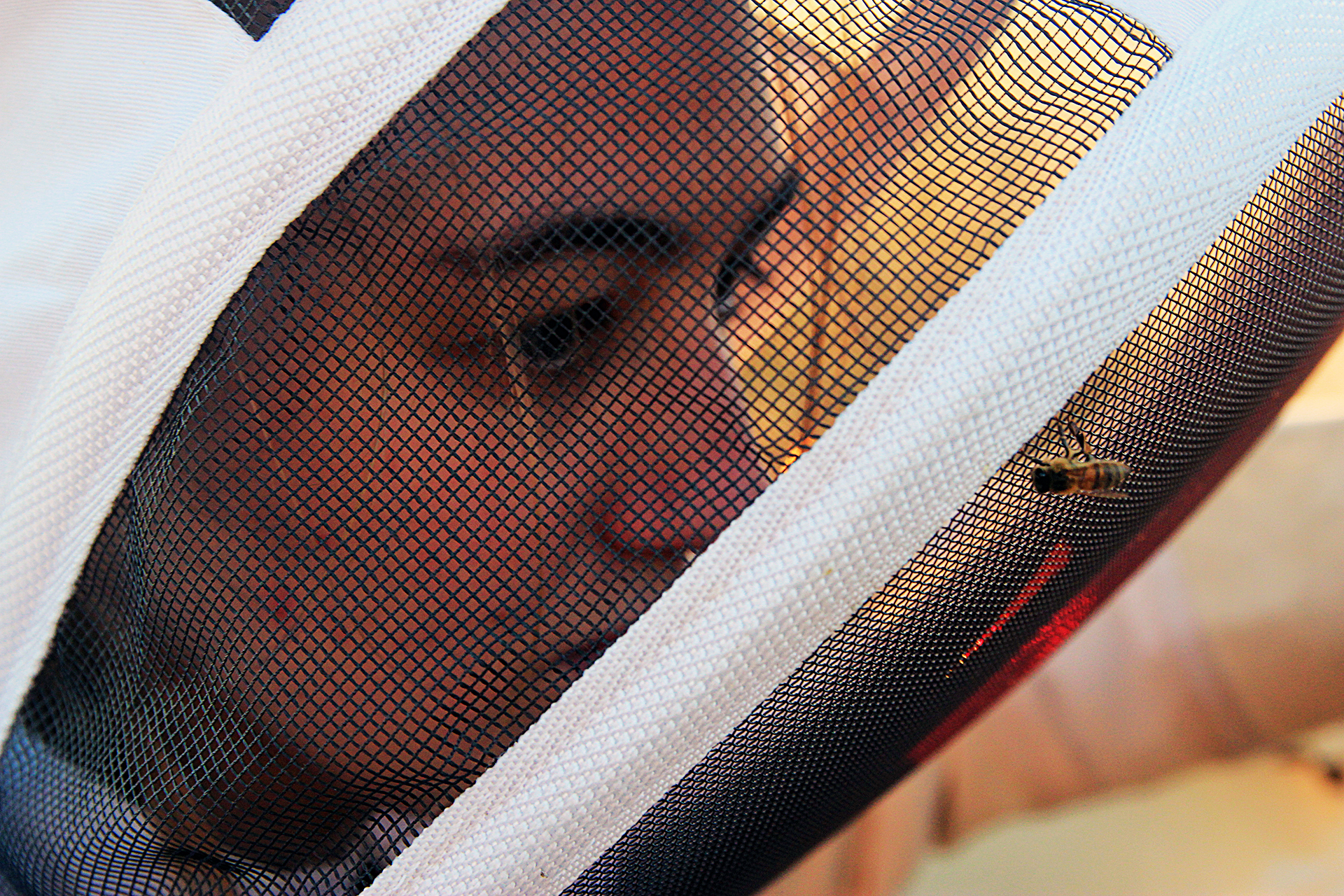
Apicultrice

L'abeille est la plus ancienne amie de l'Homme, bien qu'apparue avant lui, il y a 45 millions d'années.
Très tôt l'Homme a pris conscience de l'intérêt de protéger, voire d'héberger ou même d'élever les abeilles, ou plus simplement de les observer. Outre leurs fonctions écosystémiques, les abeilles présentent une fonction économique importante.

### La santé humaine

#### Apithérapie
Les substances produites par certaines abeilles — cire d'abeille, propolis, gelée royale, miels de différentes plantes et même leur venin — ont la réputation ancestrale d'être excellentes pour la santé. Ce sont les abeilles à miel domestiquées qui en sont les meilleures pourvoyeuses.

#### Piqûre d'abeille

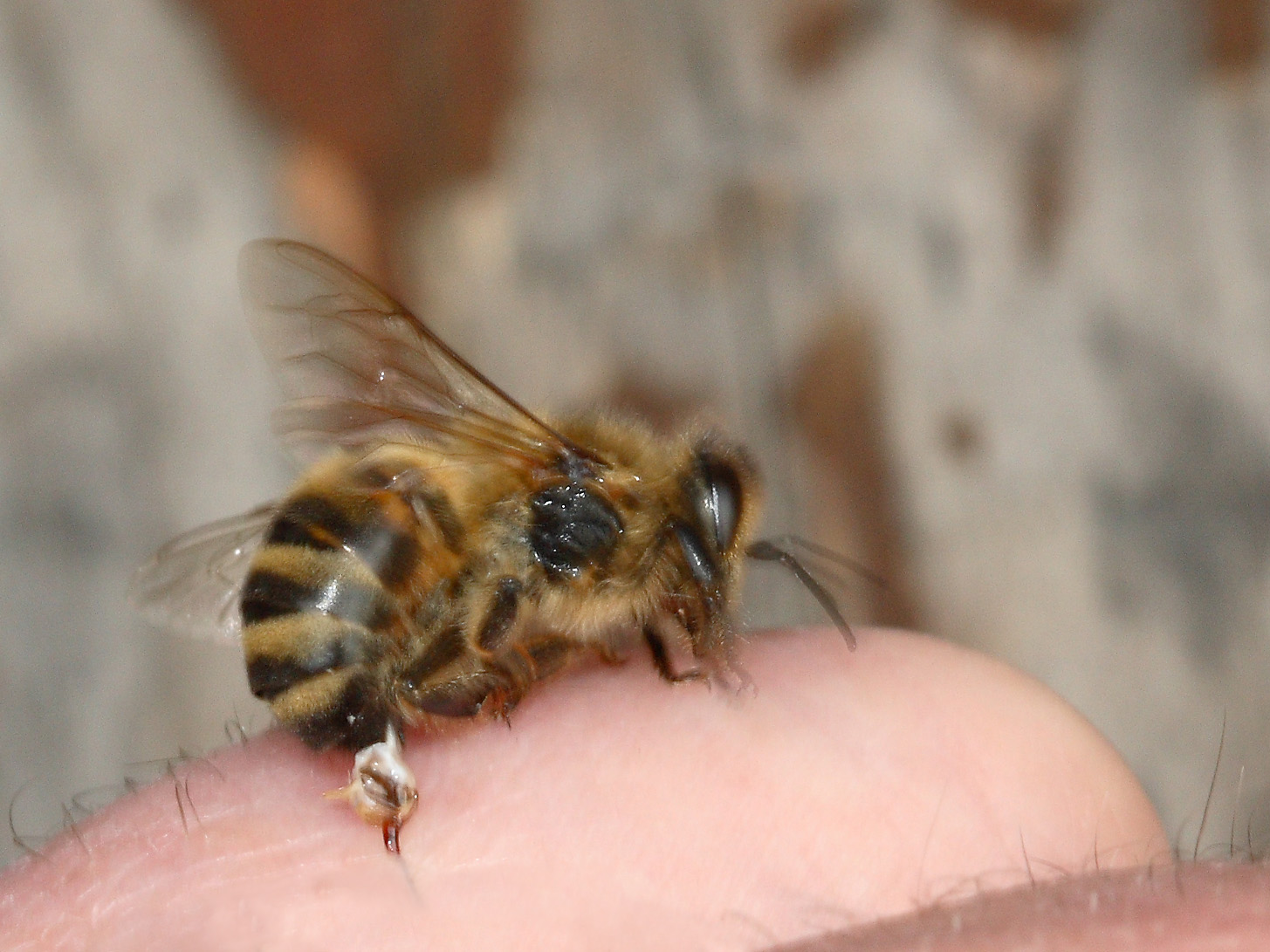
Une abeille en train de piquer.

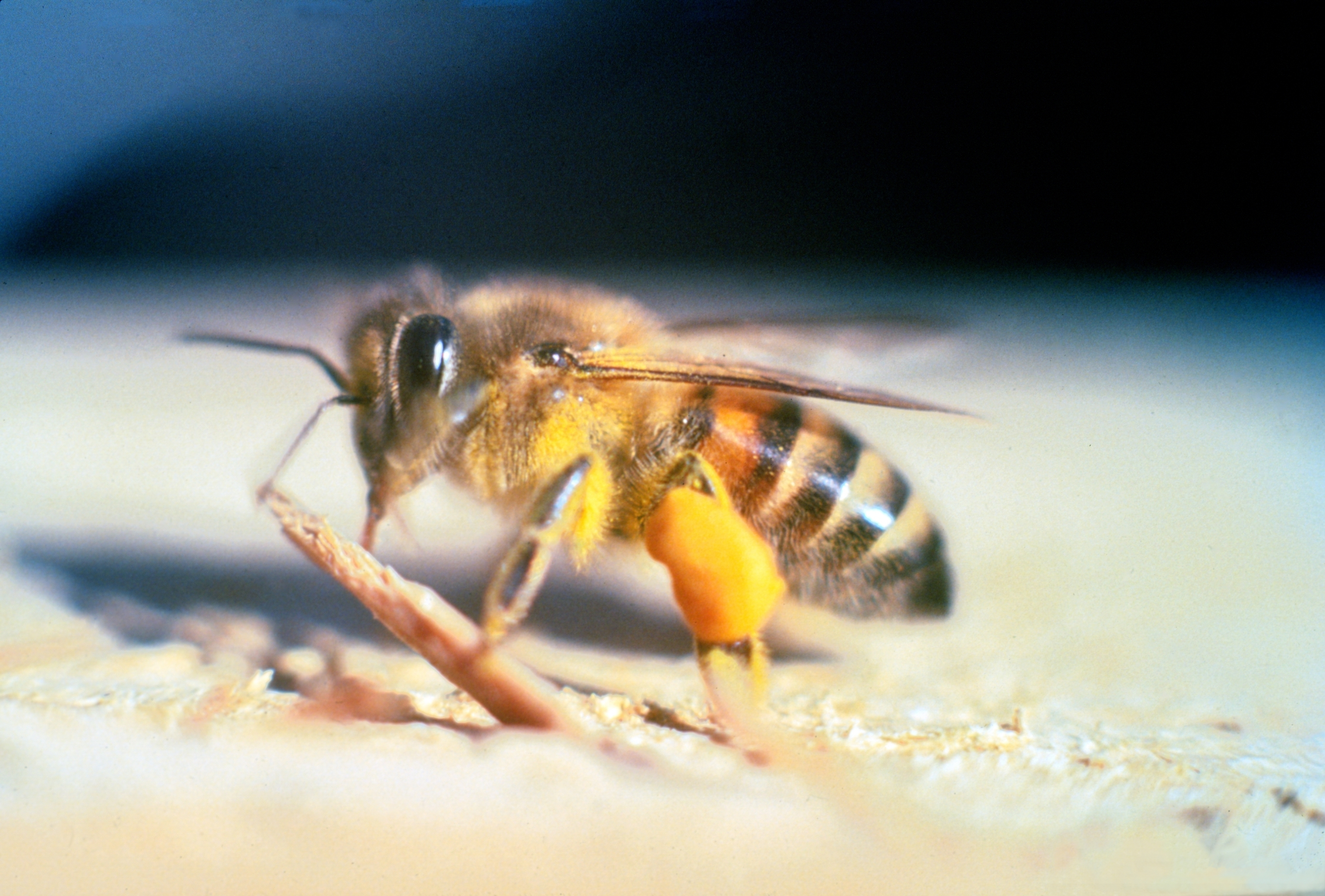
Abeille tueuse, un hybride de plusieurs sous-espèces dApis mellifera.

À la différence des guêpes et des frelons, l'abeille n'est pas un prédateur et ne chasse pas pour se nourrir. Une abeille en train de butiner est généralement inoffensive.
Cependant, les abeilles défendent leur nid et leurs routes aériennes des intrus. Les espèces prisées pour l'apiculture sont les plus tolérantes à cet égard. D'autres, comme l'abeille tueuse, hybride apparu au Brésil dans les années 1950, sont plus agressives à l'approche de leur nid tandis que chez certaines espèces comme les mélipones, l'aiguillon, sous-développé, ne permet pas la piqûre, l'abeille se défend alors par une morsure urticante.
L'abeille utilise son dard cranté pour injecter du venin à son agresseur lorsqu'elle se trouve menacée. Cet aiguillon dentelé, dont seules les femelles sont pourvues, reste fiché dans la peau de la victime et est arraché de l'abdomen de l'abeille lorsque celle-ci s'éloigne. Il entraîne à sa suite une partie des organes internes de l'abeille, dont son sac à venin. Cette déchirure est presque toujours fatale à l'abeille piqueuse. Mais l'abeille peut repartir indemne, si sa victime s'avère être un autre insecte, dépourvu de la peau épaisse des mammifères.
Une piqûre injecte en moyenne 50 à 140 µg de venin (contre 10 µg pour la guêpe qui possède un dard lisse mais peut piquer plusieurs fois), selon l'espèce d'abeille et le délai avant lequel l'aiguillon est retiré. Même après le départ de l'abeille, les contractions réflexe des muscles arrachés continuent d'injecter le venin contenu dans le sac, une trentaine de secondes étant nécessaires pour vider celui-ci. Il faut donc éviter de le compresser en le retirant dans les secondes suivant la piqûre[pas clair].
Sauf en cas d'intolérance, une unique piqûre est inoffensive pour l'Homme (et pourrait même avoir parfois des effets bénéfiques notamment pour lutter contre la maladie de Parkinson)[réf. nécessaire]. Toutefois, l'emplacement des piqûres, leur nombre ou une sensibilité allergique peuvent occasionner des décès en cas de choc anaphylactique.
En l'absence de données significatives, la dose létale médiane n'est pas établie avec certitude et oscille, selon les auteurs, entre 1,3 mg. kg−1 et 3,5 mg. kg−1 de venin. Le nombre de piqûres nécessaires pour atteindre ces doses, pour un adulte pesant entre 60 kg et 70 kg, varie selon les espèces et les estimations entre 600 et 1 750. Seules les abeilles tueuses, au comportement extrêmement agressif, sont susceptibles de causer un si grand nombre de piqûres. En revanche, leur venin ne diffère pas sensiblement de celui des autres espèces d'Apis mellifera.

### Apiculture

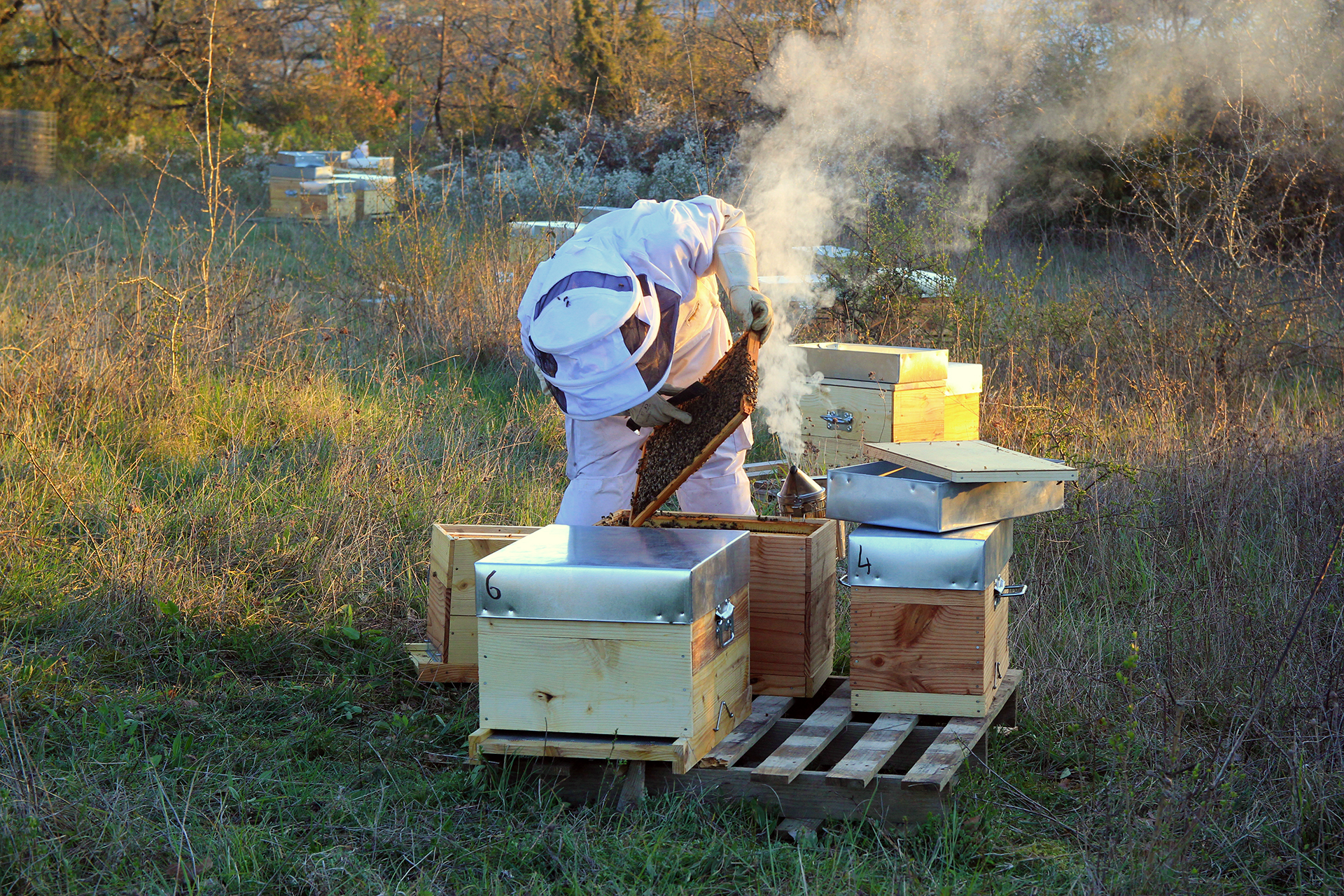
Rucher composé de ruches et ruchettes Dadant 10 et 6 cadres en bois dans le sud de la France.

L'apiculture est la discipline liée à l'élevage des abeilles domestiques, l'éleveur étant un apiculteur. Les abeilles d'élevage vivent dans une ruche, une structure artificielle faite à base de paille, de bois ou de plastique et destinée à abriter une colonie d'abeilles sociales butineuses. Un ensemble de ruches constitue un rucher.

### Osmiculture
L'osmiculture est la technique d'élevage local d'abeilles indigènes et solitaires qui nichent hors sol. L'osmiculteur fournit un environnement de nidification (nichoir d'abeilles) adapté à l'espèce, identifie et élimine les parasites qui s'incrustent dans cette population. Il ne gère pas de récolte car les abeilles indigènes pollinisent mais ne fabriquent pas de miel.

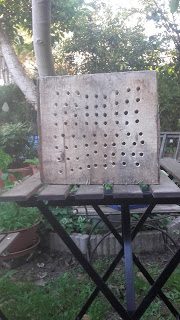
Hôtel d'abeilles solitaires.

### Symbolisme et mythologie

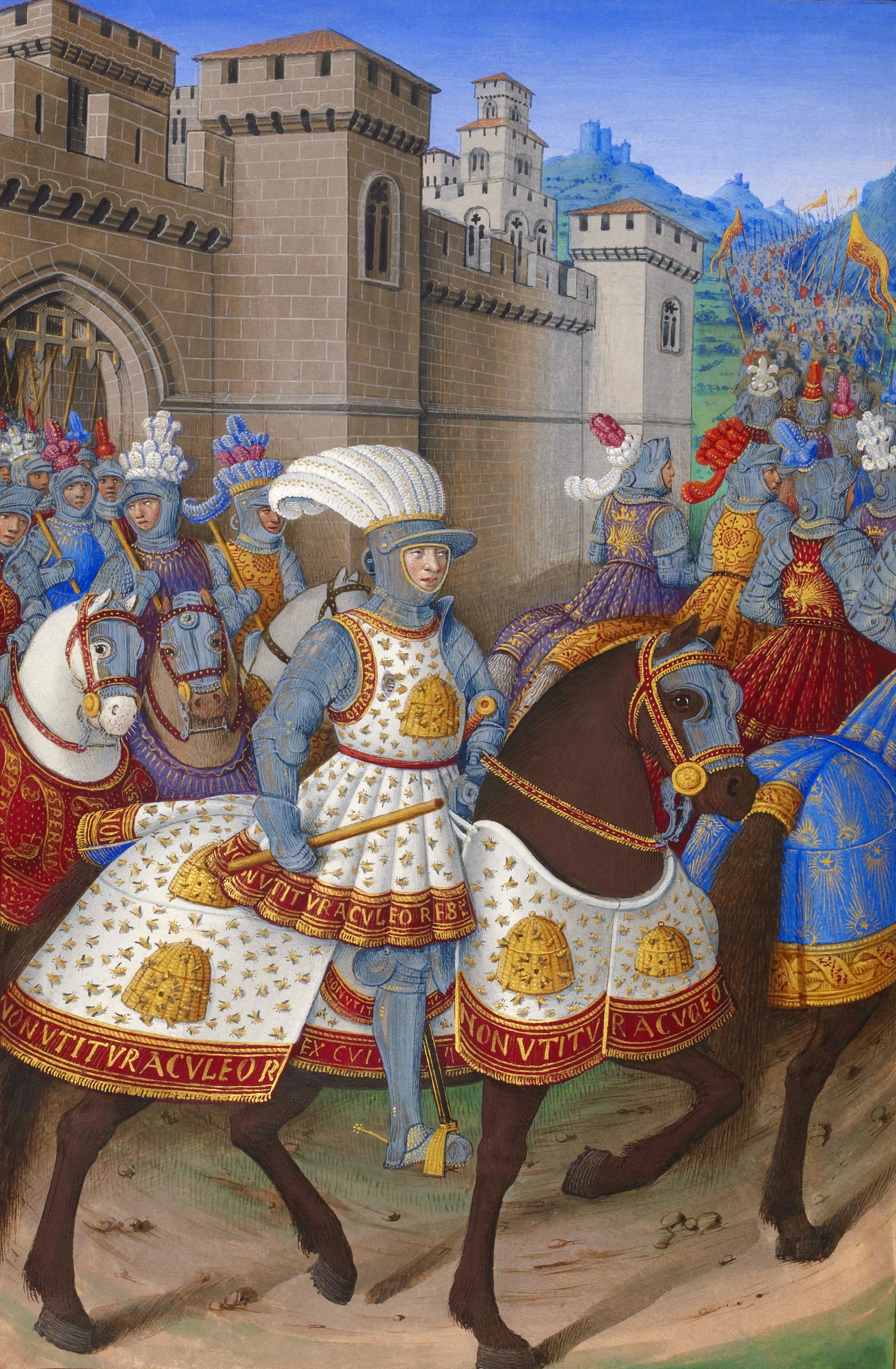
Ruches et abeilles sur le caparaçon du cheval de Louis XII.

Le drapeau de la principauté de l'île d'Elbe (1814-1815).

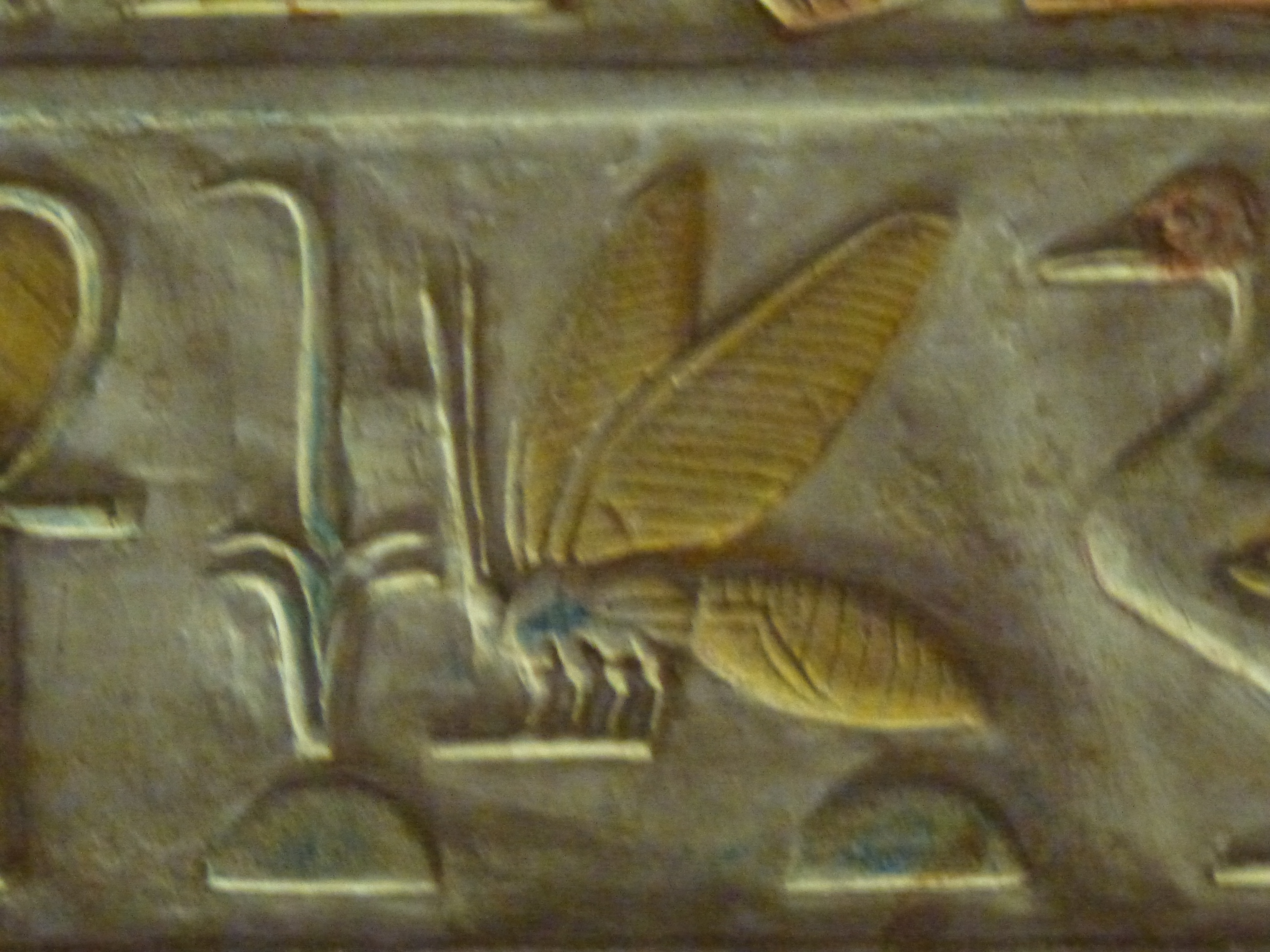
Abeille et Carex - Fresque Égyptienne

Métaphore de l'harmonie politique et sociale depuis l'Antiquité, l'abeille était censée symboliser, dans l'Égypte antique, la Basse-Égypte, le pharaon étant désigné comme étant « Celui des carex et de l'abeille » (les carex représentant la Haute-Égypte).[réf. nécessaire]
Le Coran porte un chapitre nommé « Les abeilles ». Sourate no 16 les abeilles, verset [68-69].
L'abeille a pu symboliser la résurrection et l'immortalité pour les Mérovingiens. Des représentations d'abeilles ont été retrouvées parmi les éléments funéraires de Childéric Ier.
Dans le calendrier républicain, Abeille était le nom donné au 15e jour du mois de germinal.
En France, Napoléon Ier a repris – avec l'aigle, symbole de l'Empire carolingien – cet insecte industrieux, provenant des Mérovingiens, et a remplacé par les abeilles impériales les fleurs de lys du semis des armoiries royales.
Dans les pays scandinaves, sur certaines tombes, l'abeille est un symbole utilisé pour représenter le caractère travailleur et industrieux de la personne décédée.[réf. nécessaire]

### Les abeilles dans la culture populaire
Dans la culture populaire, l'abeille fait majoritairement référence aux abeilles sociales à miel et en Occident à l'abeille domestique Apis mellifera.
Dans certains pays européens, une pratique traditionnelle consistait à faire l'« annonce aux abeilles » lors d'événements importants de la vie d'une maison, notamment pour les décès. Un membre de la famille du défunt se rendait aux ruches pour « mettre en deuil » les abeilles en leur murmurant la triste nouvelle. La croyance voulait que si cette tradition n'était pas observée, les abeilles quitteraient la ruche, ne produiraient plus de miel ou bien mourraient. Cette coutume est surtout connue en Angleterre, mais a également été observée en Irlande, au Pays de Galles, en Allemagne, aux Pays-Bas, en France, en Suisse, en Bohême et aux États-Unis.

#### Mots et expressions faisant référence aux abeilles
- Nid d'abeilles
- abeille (d'or), un meuble en héraldique

#### Livres
- Gilles Tétart (préf. Françoise Héritier), Le sang des fleurs : une anthropologie de l'abeille et du miel, Paris, Éditions Odile Jacob, mai 2004, 288 p. (ISBN 978-2-7381-1488-4, LCCN 2004432923, présentation en ligne, lire en ligne)
- Sylla de Saint Pierre (préf. Pierre Rabhi), Cueilleurs de miel, Paris, Rustica, novembre 2009, 240 p. (ISBN 978-2-84038-950-7)
- Myriam Levebre, Être abeille, éd. Silhouet, mai 2016
- La 16e sourate du Coran s'appelle « Les abeilles ».

#### Fictions inspirées de l'abeille
- La Fable des abeilles, parue en anglais en 1714 sous le titre The Fable of the Bees: or, Private Vices, Publick Benefits, fable politique de Bernard Mandeville, dont il fit un second tome en 1729. Une première version du même auteur était passée inaperçue en 1705 sous la forme d'un poème intitulé La Ruche murmurante ou les Fripons devenus honnêtes gens (The Grumbling Hive, or Knaves Turn'd Honest en anglais).
- Der Knabe und das Immlein (Le Garçon et l'Abeille), lied de Hugo Wolf sur un texte d'Eduard Mörike, 1888.
- Joë chez les abeilles, dessin animé français produit par Jean Image et diffusé à partir de 1960. Pour le récompenser de les avoir sauvées des exactions de deux garnements, le petit Joe est rendu minuscule par une piqure d'abeille et introduit auprès de la reine des abeilles…
- Maya l'abeille, une série télévisée d'animation destinée aux enfants qui suit les aventures de la jeune abeille Maya qui, à peine sortie de son alvéole, n'a qu'une envie: découvrir le monde en compagnie de ses amis. (1975)
- Bee movie : Drôle d'abeille, un film d'animation qui raconte la vie d'une abeille fraîchement diplômée, connue sous le nom de Barry B. Benson, qui perd ses illusions à la perspective de n'avoir qu'un seul plan de carrière: fabriquer du miel… (2007)
- Buck bumble, un jeu vidéo d'action sorti sur Nintendo 64 et dans lequel le joueur incarne Buck, une abeille cyborg devant lutter contre d'autres insectes mutants.
- Des abeilles et des hommes (More than Honey) de Markus Imhoof (2012)
- Honeyland de Tamara Kotevska et Ljubomir Stevanov (2019)
- The Pollinators de Peter Nelson (2019)

## La pandémie des colonies d'abeilles sauvages et domestiques

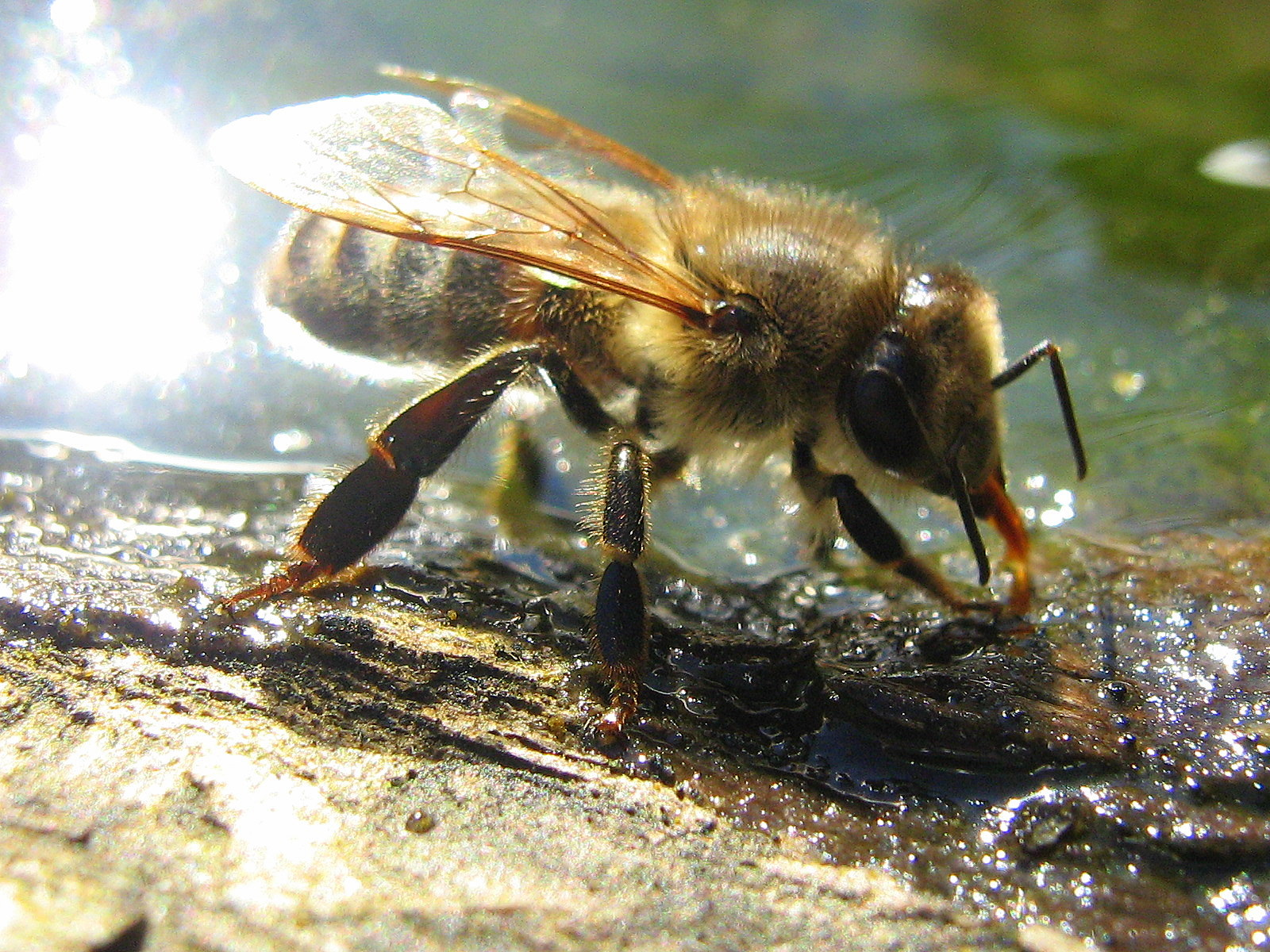
Les abeilles, notamment en phase de grande activité, ont besoin de s'hydrater en buvant. Trouver des sources d'eau non polluées leur est parfois difficile, particulièrement en ville.

Depuis les années 1970 avec une accélération depuis la fin des années 1990, de nombreuses espèces d'abeilles sont en forte régression (ou ont localement disparu) en raison, semble-t-il, de parasites, virus, champignons, bactéries, mais aussi de la dégradation des habitats (urbanisation, imperméabilisation des sols, débocagisation) et du réchauffement climatique qui a un impact sur la phénologie des plantes hôtes et des fleurs pollinisées. Or, ces abeilles ont une importance majeure pour la pollinisation de nombreuses espèces de fruits, légumes et céréales. Les impacts de l'usage croissant de certains pesticides sont également suspectés depuis la fin des années 1990 d'avoir un lien avec le syndrome d'effondrement des colonies d'abeilles domestiques. Ce lien a été confirmé par deux études faites en milieu naturel (« conditions réalistes »), publiées dans la revue Science en mars 2012, confirmant des impacts négatifs des néonicotinoïdes sur deux pollinisateurs essentiels, l'abeille domestique et le bourdon commun. Présents par diffusion dans le nectar et le pollen des fleurs de cultures industrielles telles que le maïs et le colza, ils affectent le système nerveux des insectes. Il ne s'agirait pas de la seule cause du syndrome d'effondrement des colonies d'abeilles, mais il y participe et accélère la régression de ces pollinisateurs.
Le déclin s'accentue d'autant plus depuis l'arrivée du frelon asiatique en 2004 en Europe. Les abeilles sauvages sont de plus en plus rares et les apiculteurs luttent contre les frelons asiatiques qui déciment leurs colonies[réf. nécessaire].

## Carences de l'évaluation des risques des pesticides pour les abeilles
Dans l'Union européenne, le règlement (CE) no 1107/2009 du Parlement européen et du Conseil du 21 octobre 2009 indique qu' « une substance active, un phytoprotecteur ou un synergiste n'est approuvé que s'il est établi, au terme d'une évaluation des risques appropriée sur la base de lignes directrices pour les essais adoptées au niveau communautaire ou au niveau international, que l'utilisation des produits phytopharmaceutiques contenant cette substance active, ce phytoprotecteur ou ce synergiste, dans les conditions d'utilisation proposées n'aura pas d'effets inacceptables aigus ou chroniques sur la survie et le développement des colonies, compte tenu des effets sur les larves d'abeille et le comportement des abeilles ».
Le règlement de 2009 devait conduire à la refonte des tests de toxicité à réaliser sur les abeilles, avant la mise sur le marché d'un pesticide. L'Autorité européenne de sécurité des aliments (EFSA), l'Autorité sanitaire européenne, a constaté en 2012 que ces tests étaient très insuffisants, les produits phytosanitaires étant mis sur le marché sans avoir été correctement évalués. L'EFSA a élaboré de nouveaux protocoles complets : Ces lignes directrices incluent l'évaluation de la toxicité chronique, les effets sur les larves, sur les abeilles sauvages et bourdons et non pas seulement les abeilles à miel, les différentes voies de contamination (eau, poussières…).
Ce document guide a été publié en 2013, mais les États membres de l'Union européenne ne l'ont jamais adopté (entre 2013 et 2019, il a été inscrit à l'ordre du jour du Standing Committee on Plants, Animals, Food and Feed, ou Comité permanent des végétaux, des animaux, des denrées alimentaires et de l’alimentation animale (CPVADAAA), une trentaine de fois). Depuis 2013, l'European Crop Protection Association (ECPA), l'association professionnelle des fabricants de pesticides, s'oppose fermement à la mise en application de ce document. Les industriels de l'agrochimie ont adressé à l'exécutif européen de nombreuses lettres contre le document guide de l'EFSA. Une étude conduite par l'industrie montrait que 82 % des substances actives alors autorisées n'auraient pas passé les tests réglementaires demandés par le nouveau protocole.
Dans une tribune du 9 février 2019, l'eurodéputé Éric Andrieu, président de la commission spéciale du Parlement européen sur la procédure d'autorisation des pesticides par l'UE, écrit: « sous la pression incessante des lobbyistes des industriels de l'agrochimie, certains États demandent aujourd'hui à l'EFSA de réviser son document de 2013, qui n'a jamais été mis en œuvre. Et pour cause : selon l'industrie, 82 % des produits phytosanitaires seraient alors sur la sellette ! ».
Les protocoles d'évaluation des pesticides sur les pollinisateurs se référent toujours à un texte de 2002, totalement obsolète selon les spécialistes. La toxicité chronique, cause importante de la mortalité des pollinisateurs, n'est pas évaluée, ni les effets délétères sur les espèces sauvages. « Pendant ce temps, le taux de mortalité des abeilles atteint les 80 % dans certaines régions de l'UE. Alors que les études montrent que l'utilisation de pesticides représente un risque réel pour les abeilles sauvages et les abeilles mellifères, les gouvernements des 28, en particulier les seize États qui bloquent la proposition, doivent enfin prendre leurs responsabilités », estime Éric Andrieu, « Les chefs d'État doivent en finir avec leur hypocrisie sur la question des pesticides et cesser de dérouler le tapis rouge aux multinationales de l'agrochimie ». Selon l'eurodéputé et Nicolas Laarman, de l'Ong Pollinis, « l'extinction en cours des abeilles et autres insectes pollinisateurs est un enjeu vital, et la réforme de notre système d'homologation des pesticides, une urgence absolue ».
« En renonçant à la mise à jour des principes d'évaluation des risques des pesticides, la Commission européenne participe à la dégradation dramatique de l'environnement », écrit l'éditorialiste du journal Le Monde, le 27 août 2019.

### Déclin des abeilles domestiques

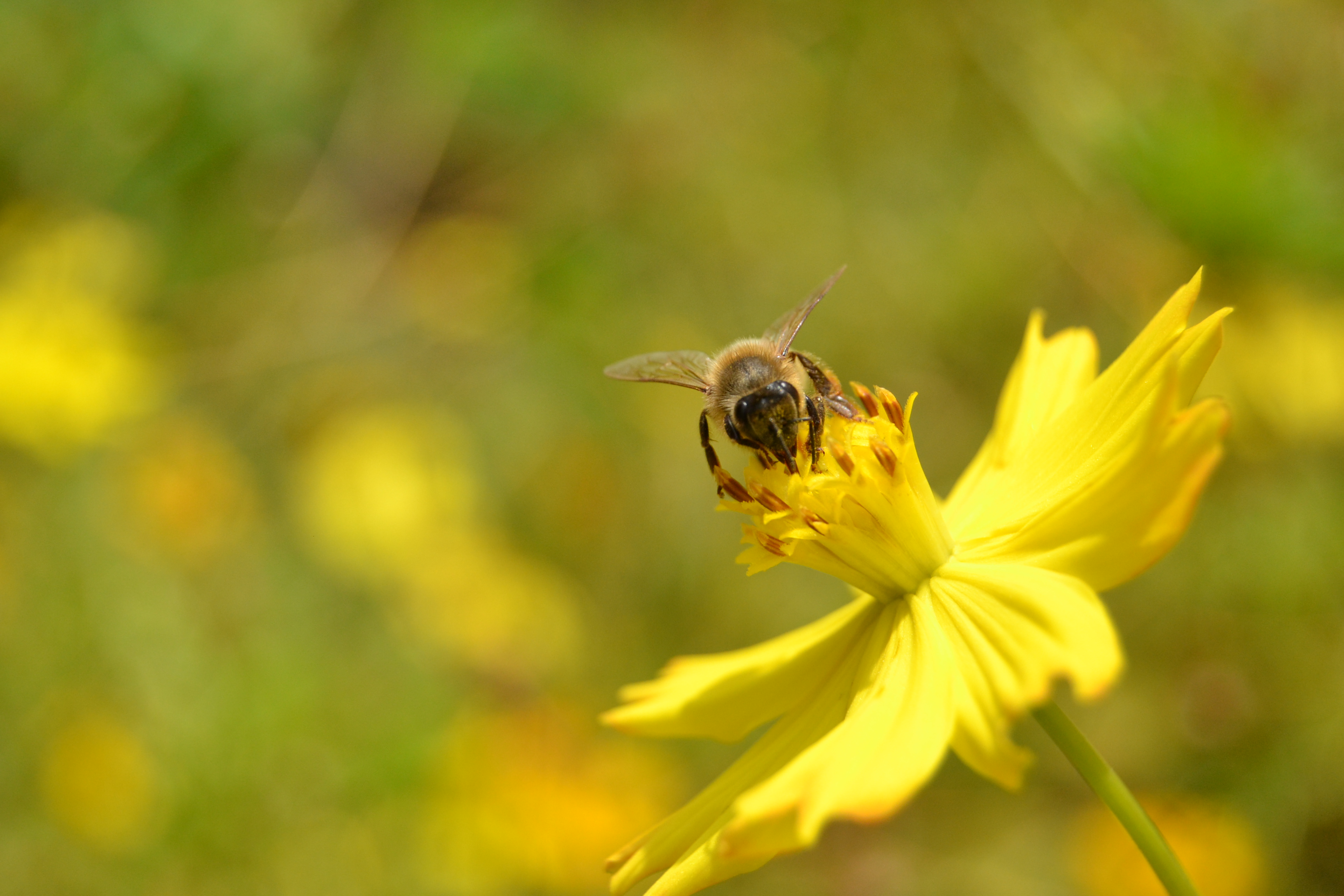
Les abeilles et autres insectes pollinisateurs, sont exposés aux pesticides lorsqu'ils butinent.

Une ouvrière d'abeille domestique marquée avec une puce RFID dans le cadre d'un suivi scientifique mené par l'institut de l'abeille (ITSAP)

Une étude française conduite par l'Institut national de recherche pour l'agriculture, l'alimentation et l'environnement (INRAE), avec le réseau des instituts des filières agricoles et végétales (Association de coordination technique agricole (ACTA), s'est basée sur le radiopistage d'abeilles par micropuces (système de radio-identification) identifiant 653 abeilles mellifères, et un comptage électronique des entrées/sorties de ruche. Comme certains apiculteurs l'avaient pressenti ou observé, au moins l'un des néonicotinoïdes les plus utilisés perturbe l'orientation des abeilles: le thiaméthoxame (matière active de produits commerciaux tels que le Cruiser, Flagship, Illium, Axoris). De 10 % à 31 % des abeilles ayant ingéré cette molécule, même à de très faibles doses, se sont montrées incapables de rejoindre leur ruche, mais interdite en France depuis 2018. Or, la perte de repères est l'un des éléments du syndrome d'effondrement des colonies d'abeilles. Hors de la ruche, ces abeilles meurent trois fois plus que le taux normal.
Le programme « EPILOBEE » est la première surveillance épidémiologique de la mortalité des colonies d'abeilles domestiques en Europe. Au total, ce sont 176860 colonies d'abeilles qui ont été suivies entre l'automne 2012 et l'automne 2014. Les résultats provenant des dix-sept pays participants montrent une grande variabilité des taux de mortalité en fonction des zones géographiques. Selon les pays, les taux de mortalité hivernale varient entre 3,2 % et 32,4 % la première année, et entre 2,4 % et 15,4 % la deuxième. Les taux de mortalité des colonies pendant la saison apicole sont quant à eux plus faibles, de 0,02 % à 10,2 % la première année, et de 0,04 % à 11,1 % la deuxième.
Le nombre de ruches est un bon indicateur de la population d'abeilles domestiques. Au niveau mondial, les chiffres sont soumis à beaucoup d'incertitudes, par contre les données de l'Union européenne sont plus fiables[réf. souhaitée]. Le rapport du Common Market Organisation  d'avril 2019 montre que le nombre de ruches est passé de 11,6 millions en 2004 à 17,5 millions en 2017. En France, d'après le Réseau national des associations de développement de l'apiculture, le nombre de ruches en 2017 était de 1,3 million, nombre similaire à celui de 1994 après une baisse entre 2010 et 2015 avec 1 million de ruches recensées. Étonnamment, ces chiffres, au niveau européen, sont en contradiction avec le syndrome d'effondrement des colonies. Malgré une forte mortalité, le nombre de ruches en Europe continue de croitre, ce qui est en adéquation avec la production européenne de miel, qui était de 209 000 tonnes en 2017.

### Toxicité des pesticides pour les abeilles
Depuis l'introduction des néonicotinoïdes, dans les années 1990, les trois quarts des insectes volants ont disparu d'Europe de l'Ouest. Dans son livre Et le monde devint silencieux, le journaliste du Monde Stéphane Foucart raconte comment les entreprises de l'agrochimie ont tenté de faire croire que l'effondrement des pollinisateurs était un mystère, et n'était surtout pas lié à la mise sur le marché des insecticides néonicotinoïdes (une « stratégie du doute » calquée sur celle de l'industrie du tabac). Le journaliste analyse leurs méthodes pour infiltrer et financer des organisations scientifiques et des associations. Face à ces firmes, 70 scientifiques tentent de mener des recherches totalement indépendantes. Les néonicotinoïdes sont les pesticides les plus toxiques par contact oral pour les abeilles : 50% meurent avec une dose de quelques nanogrammes. Mais des effets sublétaux peuvent se manifester à des doses des dizaines de milliers de fois inférieures. Des effets sublétaux se manifestent avec le fongicide chlorothalonil à des doses 200 000 fois inférieures à la DL50, de quelques dizaines de µg par abeille.
Dans la revue PLOS One, une étude montre que « le paysage agricole américain est aujourd'hui 48 fois plus toxique qu'il ne l'était il y a 25 ans pour les abeilles et probablement d'autres insectes. Cette toxicité accrue est presque entièrement liée à l'usage des pesticides néonicotinoïdes. Une autre étude identifie une multiplication par deux de la toxicité pour les pollinisateurs des pesticides utilisés, en l'espace de 10 ans aux États-Unis d'Amérique. Parallèlement à cette montée en flèche de la toxicité, les populations d'abeilles, de papillons, d'autres pollinisateurs et même d'oiseaux ont quant à elle enregistré un déclin ».
En 2017, des chercheurs révèlent la disparition de 80 % des insectes volants en Allemagne en moins de trente ans, une situation qui est extrapolée à l'échelle de l'Europe. En février 2019, des scientifiques publient dans Biological Conservation la synthèse de 73 études: 40 % des populations d'insectes sont menacées d'extinction dans le monde, avec le risque d'un « effondrement catastrophique des écosystèmes naturels ». Les chercheurs considèrent l'agriculture conventionnelle, et ses pesticides, comme l'une des causes principales du déclin des insectes.
Une étude américaine publiée en septembre 2018 montre les dégâts du glyphosate sur les abeilles: cet herbicide altère leur flore intestinale, barrière contre de nombreux pathogènes. Elles se retrouvent ensuite plus vulnérables aux bactéries (les abeilles contaminées au glyphosate ont eu une mortalité de 80 % après avoir été exposées à la bactérie Serratia marcescens). Le chercheur Jean-Marc Bonmatin, du CNRS, spécialiste des abeilles, explique que « plus il y a de pesticides, plus les abeilles sont sensibles aux pathogènes », du fait d'une « perturbation de leur biologie ». D'autre part, le glyphosate est toxique pour les abeilles, de manière sublétale, à des doses près de 100 000 fois inférieures aux doses létales.
Au-delà de la toxicité individuelle de chaque pesticide, la toxicité associée de plusieurs pesticides est plus pertinente puisque selon une étude de long terme, les abeilles peuvent être exposées à 120 pesticides ou métabolites de pesticides. Dans la majorité des cas étudiés (72% sur 249 combinaisons testées), les pesticides entrent en synergie, ce qui signifie que leurs effets associés sont supérieurs à la somme de leurs effets séparés.
Néanmoins, pour la grande majorité des pesticides leur toxicité létale ou sublétale, et a fortiori leurs interactions, sont inconnues.

### Conséquences socio-économiques
En cas de manque de pollinisateurs, plusieurs conséquences directes peuvent être répertoriées.
Premièrement, le rendement des cultures destinées à notre régime alimentaire serait considérablement amoindri. On estime que la pollinisation par les insectes contribue à la pollinisation de 75 % des cultures et contribue à 35 % de la production agricole mondiale. Ceci entraînerait une hausse des prix des fruits et légumes.
Deuxièmement, le nombre d'apiculteurs professionnels chuterait ainsi que l'économie liée à la vente de produits de la ruche.
Troisièmement, l'augmentation des prix des fruits et légumes due au manque de pollinisateurs pourrait accentuer la tendance à la sous-consommation de ces produits, particulièrement pour les groupes sociaux à bas-revenus.

### Disparition des colonies d'abeilles sauvages
Une première évaluation (liste rouge) a été publiée en 2015, établie par l'Union internationale pour la conservation de la nature (UICN) pour une partie des 1 960 espèces d'abeilles sauvages recensées en Europe: 9,2 % des espèces sauvages étudiées sont en voie d'extinction selon l'UICN et 5,2 % le seront dans un avenir proche. Plus précisément, 7,7 % (150 espèces) sont en déclin certain, 12,6 % (244 espèces) semblent plus ou moins stables et 0,7 % (soit 13 espèces) seraient en augmentation.
La situation est peut-être plus grave, car, alors que des phénomènes de perte de compétence (orientation, capacité à se nourrir) sont constatés chez certaines espèces à des échelles nationales, pour plus de 79 % des espèces, une tendance n'a pu être évaluée et pour 56,7 % des espèces, leur statut de menace n'a pu être évalué faute de données scientifiques. De plus, ce déclin est associé à une forte chute de la diversité génétique pour les espèces en déclin, mais l'UICN signale aussi que ce déclin contribue à la crise de la biodiversité avec en Europe près de 30 % des espèces d'abeilles menacées (en danger critique, en danger, vulnérables) qui sont endémiques au continent européen ou à une partie de ce continent (l'Europe abrite 10 % des espèces d'abeilles connues dans le monde, sur 7 % des habitats terrestres mondiaux). Diverses plantes (sauvages ou cultivées) ne peuvent être pollinisées que par une ou quelques espèces d'abeilles « spécialistes »; leur régression entraine donc aussi une perte de diversité végétale.
L'intensification de l'agriculture (avec ses effets collatéraux tels que l'augmentation de l'utilisation de pesticides, néonicotinoïdes notamment, le drainage, le recul des prairies permanentes et du bocage) est pointée comme première menace via la destruction et pollution des habitats des abeilles sauvages ainsi que le développement urbain, la pollution de l'air ou des sols, l'augmentation de la fréquence des incendies dans la zone méditerranéenne, les changements climatiques et les espèces exotiques envahissantes. Même dans des pays à l'environnement considéré comme relativement préservé comme la Suède, un effondrement de certaines espèces (de bourdons par exemple),, est constaté.
Bien des insectes pollinisateurs, comme des papillons et des bourdons, subissent le même déclin.
En milieu urbain, les espèces sauvages subissent aussi la concurrence des abeilles domestiques car « plus les fleurs sont visitées par les abeilles domestiques moins elles le sont par les sauvages », poussant certaines villes comme Metz et Besançon à interdire l'installation de toute nouvelle ruche pour préserver la biodiversité notamment des butineurs sauvages. Les études sont cependant contradictoires et il n'existe actuellement aucun consensus scientifique à ce sujet.

### Plans de protection
Dans le monde, diverses initiatives sont nées à différents niveaux de collectivités (du local à l'international). Des plans visent à protéger les abeilles, ou parfois plus largement les pollinisateurs sauvages.

#### France
En Europe, la France a lancé en 2015 un plan national d'actions (PNA) « pour la préservation des abeilles et insectes pollinisateurs sauvages » dénommé « France, terre de pollinisateurs ». Il comprend vingt actions pour cinq ans, dont l'une est que 20 % au moins du territoire soit concerné par des pratiques favorables aux pollinisateurs, avec fauchage tardif et jachères fleuries sur les dépendances vertes des axes de transport, soit une surface comparable à celle des parcs nationaux.
En novembre 2021, l'arrêté « Mention abeilles » lance le plan pollinisateur 2021-2026, qui vise à établir des listes rouges de l'UICN pour les insectes pollinisateurs sauvages, à soutenir la filière apicole et à « disséminer largement les pratiques favorables aux pollinisateurs », notamment auprès des agriculteurs. Cet arrêté révise les conditions d'utilisation des produits phytopharmaceutiques et devra être complété par un avis de l'Anses, attendu pour 2022.
L'Assemblée nationale adopte à l'unanimité le 7 octobre 2021 la résolution no 678 déclarant la sauvegarde des abeilles grande cause nationale 2022.

#### Belgique
La Wallonie a produit en 2011 un « Plan Maya », intégré dans un projet plus général de renaturation « partout et par tous ».

#### Union européenne
En juillet 2019, contre l'avis de ses propres experts et de la communauté scientifique, l'Union européenne renonce à agir en faveur de la protection des abeilles.